# Bad Neustadt an der Saale

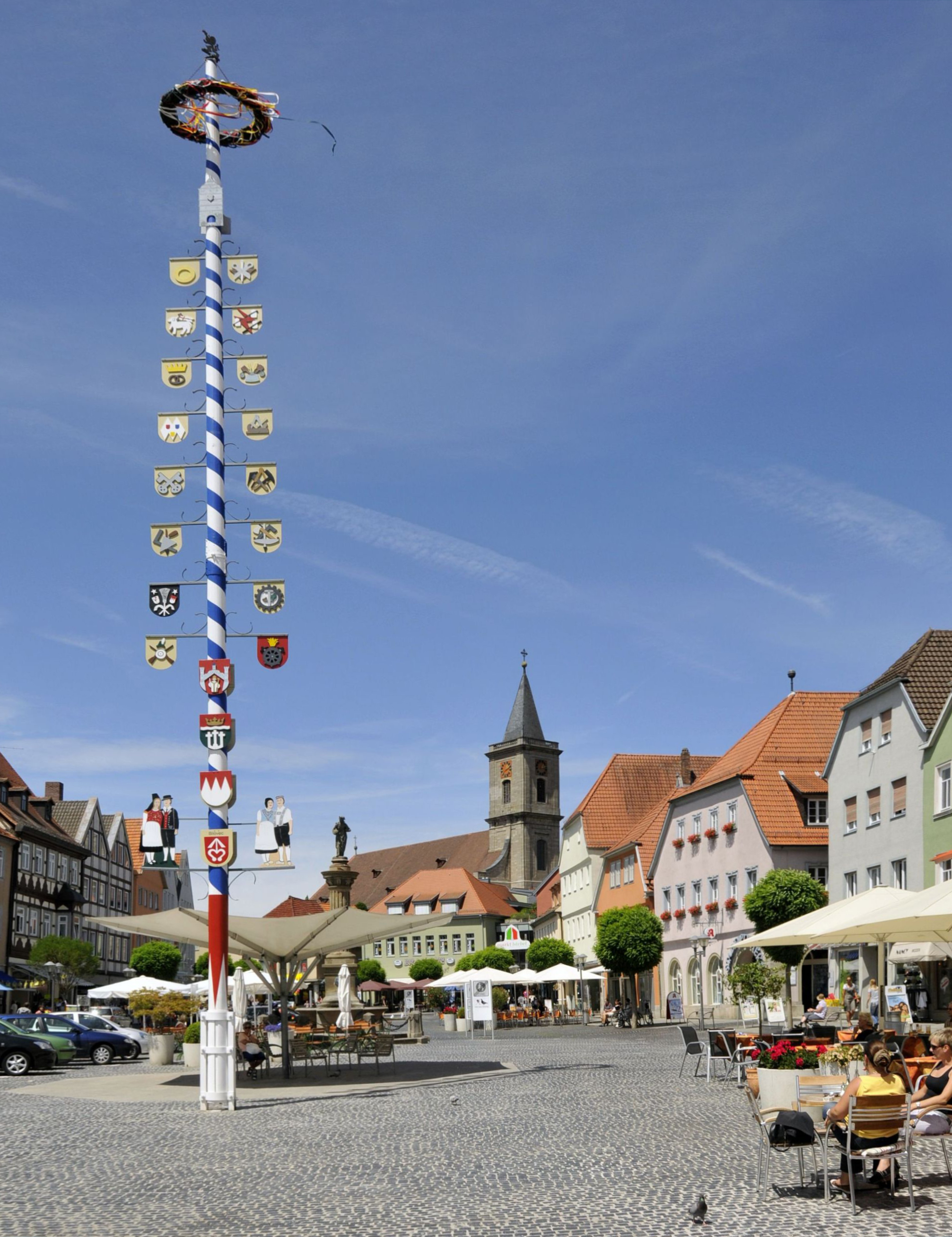
Marktplatz mit Pfarrkirche Mariä Himmelfahrt im Hintergrund

Bad Neustadt an der Saale (amtlich: Bad Neustadt a.d.Saale; grabfeldisch: Neuschd) ist die Kreisstadt des unterfränkischen Landkreises Rhön-Grabfeld und liegt 32 km nördlich von Schweinfurt. Die Kurstadt liegt am Rande des Naturparks Bayerische Rhön am Zusammenfluss von Brend und Fränkischer Saale.

## Geografie

### Geologie
Der Untergrund der Neustädter Gegend wird von den Gesteinen des Oberen Buntsandsteins und des Unteren und Mittleren Muschelkalks gebildet. Unter einer rund 700 Meter starken Buntsandsteinschicht sind in die aus dem Erdaltertum stammende, rund 250 Meter starke Zechsteinschicht über dem kristallinen Grundgestein Salzlager in einer Mächtigkeit bis zu 125 Metern eingemengt. Deren Auswaschungen sorgten für das Entstehen der Beckenlandschaft am Ostrand der vulkanischen Rhön. Ihr sind auch die Heilquellen zu verdanken, die dort dem Boden entspringen.

### Nachbargemeinden
Salz, Hohenroth, Heustreu, Rödelmaier, Wollbach, Hollstadt, Unsleben, Schönau an der Brend, Niederlauer, Burglauer, Münnerstadt, Strahlungen

### Gemeindegliederung
Es gibt elf Gemeindeteile (in Klammern ist der Siedlungstyp angegeben): Diese verteilen sich auf das Gebiet von acht Gemarkungen, die den acht ehemaligen Gemeinden entsprechen:
- Bad Neuhaus (Stadtteil)
- Bad Neustadt a.d.Saale (Hauptort)

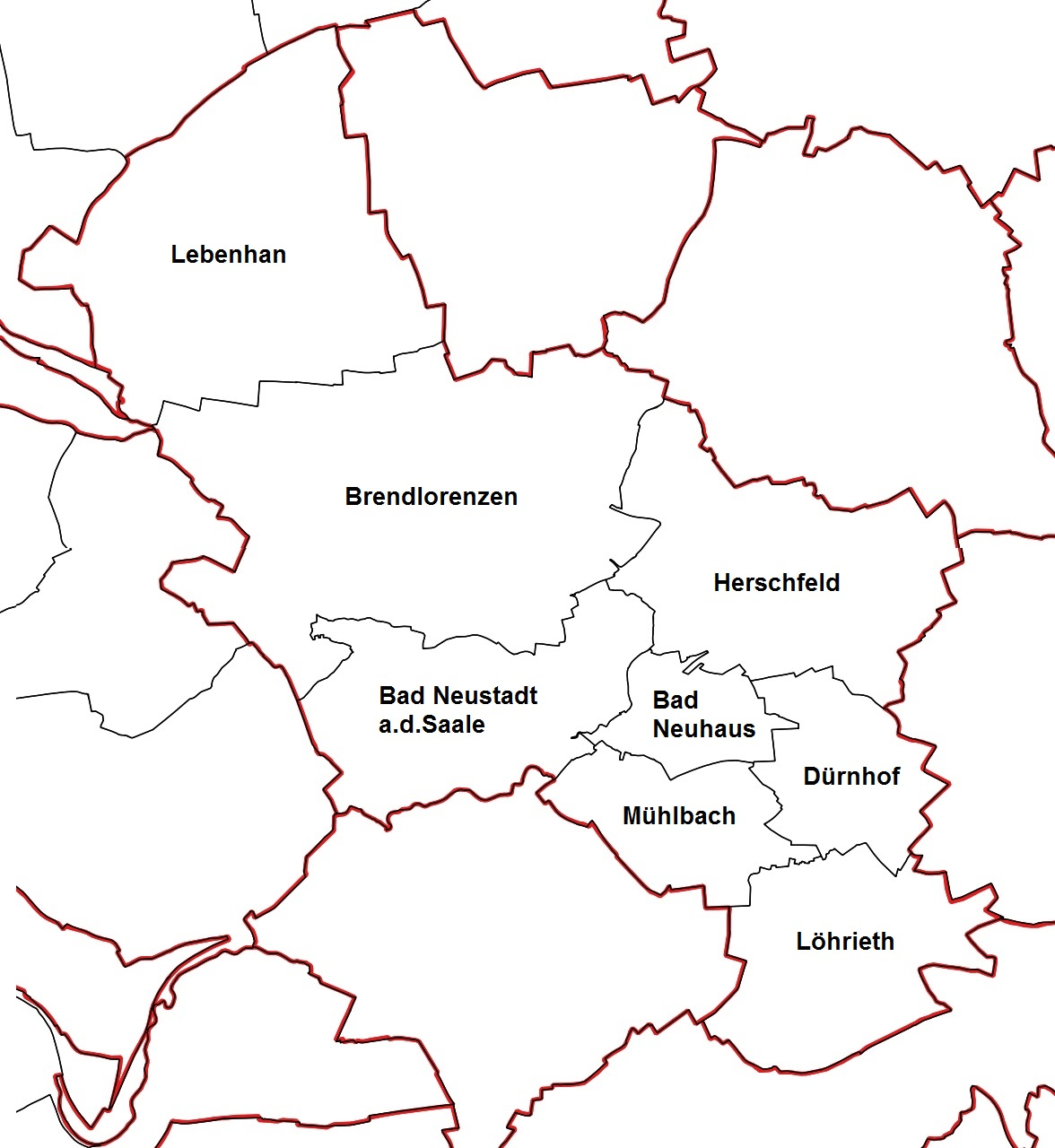
Gemarkungen bzw. ehemalige Gemeinden im Stadtgebiet

- Ballingsmühle (Einöde, zu Brendlorenzen)
- Brendlorenzen (Pfarrdorf)
- Dürrnhof (Kirchdorf)
- Herschfeld (Pfarrdorf)
- Kreuzmühle (Einöde, zu Brendlorenzen)
- Lebenhan (Pfarrdorf)
- Löhrieth (Kirchdorf)
- Mühlbach (Pfarrdorf)
- Schweinhof (Weiler, zu Lebenhan)

Außerdem gibt es die Siedlung Gartenstadt und die Einöde Herschfelder Mühle.

### Raumplanung
Bad Neustadt bildet ein Mittelzentrum innerhalb der Region Main-Rhön, in der Schweinfurt als Oberzentrum ausgewiesen ist.

### Klima
Klimatisch gehört das Neustädter Becken in den Einflussbereich der mildkontinentalen Zone, denn es liegt im Wind- und Regenschatten der Rhön. Die mittlere Niederschlagsmenge pro Jahr liegt bei 631 Millimeter, die mittlere Jahrestemperatur bei 9,6 °C. Das Klima ist als reizschwach bis schonend bewertet.

Das Logo für Öffentlichkeitsarbeit von Bad Neustadt

## Geschichte

### Bis zum 19. Jahrhundert
Das Gebiet um die heutige Stadt Bad Neustadt a.d. Saale mit der Königspfalz Salz spielte vom mittleren 8. bis frühen 10. Jahrhunderts eine wichtige Rolle im fränkischen Reich. Die mittelalterlichen Könige und Kaiser übten ihre Herrschaft in Form des „Reisekönigtums“ aus, da es keinen Hauptregierungssitz gab. Während ihrer Reisen dienten ihnen Pfalzen als Aufenthaltsorte. Die Lage des Pfalzgebietes Salz war topographisch sehr vorteilhaft: es war verkehrsgünstig angebunden zwischen den fränkischen Zentren im Westen, dem Herzogtum Baiern und der slawisch geprägten östlichen Peripherie und bot zudem strategischen Zugang nach Sachsen und in die nordöstlichen Expansionsgebiete.
Der gesamte unter den Namen „Salz“ subsumierte königliche Besitz des Pfalzgebietes umfasst vermutlich ein Gebiet von mehr als 600 Quadratkilometern. Die von Otto III. im Jahr 1000 verschenkten silvas innumerabiles (ungezählte Wälder) nehmen selbst heute noch viel Raum ein und unterstreichen die große Bedeutung des Forstes im Frühmittelalter. Das Gebiet wird im Nordwesten, Westen und Südwesten durch die Grenze des 1059 von König Heinrich IV. an das Kloster Fulda geschenkten Wildbanns recht scharf umrissen. Im Osten können hingegen nur Rückschlüsse mit Hilfe der Pertinenzen Fuldas und Würzburgs, des Mellrichstädter Wildbanns von 1031 sowie frühmittelalterlicher Besitzverschiebungen gezogen werden. Möglicherweise bildeten hier Streu und Saale die Trennlinie des Pfalzgebietes zu nichtköniglichen Besitz. Dass zumindest einige Bereiche auch östlich der Saale zur Pfalz Salz gehörten, zeigen die Orte Heustreu und Salz, die links des Flusses liegen und sicher Teil der Königspfalz waren.
Das Kerngebiet der Pfalz und die meisten Orte mit zentralörtlichen Funktionen befanden sich nach derzeitigem Erkenntnisstand im Neustädter Becken. Die bislang bekannten archäologischen Fundplätze und die Schriftquellen des 8. – 11. Jahrhunderts zeigen den Pfalzkomplex insgesamt als vielteiliges und hierarchisch gegliedertes Gesamtgefüge. Fassbar sind zwei Siedlungen (villa Salza/Mühlstatt und uilla branda/Brend); mehrere Hofstellen (Altort Salz und villa Houstrowe/Heustreu); eine Kirche (sicher belegt für uilla branda basilicam In honore Sti. Martin/Brend) und vermutlich noch eine weitere, bis jetzt unentdeckte Pfalzkirche; der umfangreiche Königsforst (silvas innumerabilis/Salzforst) und eine Steinbefestigung auf dem Veitsberg (castellum Saltce/Saltz paltium).
Bereits 741/742 wurde der eingemeindete Ort Brendlorenzen erstmals in einer Urkunde des neu gegründeten Bistums Würzburg erwähnt. Die dortige Martinskirche (später nach St. Johannes dem Täufer umbenannt) wurde als eine von 25 Eigenkirchen dem Bistum geschenkt. Das im Jahr 790 von Karl dem Großen erstmals besuchte palatium, das repräsentative Zentrum des gesamten Pfalzgebietes, ist nach momentanem Kenntnisstand auf dem Veitsberg oberhalb der Saale zu suchen. Die vom Poeta Saxo im 9. Jahrhundert gepriesenen mächtigen Mauern (magna moenia) finden sich im Pfalzgebiet alleine auf diesem Bergsporn, von dem aus das gesamte Neustädter Becken zu überblicken ist bzw. der mit seiner Befestigung vom gesamten Neustädter Becken aus zu sehen ist. Die repräsentative kastellförmige Anlage karolingisch-ottonischer Zeitstellung dürfte den Rahmen für einige der schriftlich überlieferten Großereignisse des 9. Jahrhunderts gebildet haben. Karl empfing hier 803 eine Gesandtschaft des byzantinischen Kaisers Nikephoros I. Mindestens zehn Aufenthalte karolingischer Herrscher und mindestens fünf der ersten sächsischen Herrscher in der Pfalz Salz sind sicher belegt.
Im Jahr 948 ist ein letzter Königsaufenthalt von Otto I. überliefert. Ab 974 wird das Pfalzgebiet dann in insgesamt fünf Teilschenkungen vor allem das Bistum Würzburg übertragen. Mit der letzten überlieferten Schenkung Mitte des 11. Jahrhunderts fand die Auflösung der Königspfalz ihren Abschluss. Andere Orte und Regionen hatten die ehemals zentralen Funktionen innerhalb des fränkischen Reiches von Salz übernommen. Mit der 1160 ersterwähnten Salzburg erhielt das Neustädter Becken ein neu geschaffenes Herrschafts- und Verwaltungszentrum des Hochstifts Würzburg, zu dem zahlreiche kleinere Ministerialensitze gehörten, die teilweise durch Turmhügelburgen (Hollstadt, Wollbach) auch archäologisch fassbar sind. Die Salzburg wiederum wird als Verwaltungszentrum im Laufe des 13. Jahrhunderts durch die nova civitas/Neustadt abgelöst.
Wann genau die neue Stadt auf dem Hügel am Zusammenfluss von Brend und Fränkischer Saale gegründet wurde, ist nicht bekannt. Grabungsfunde belegen jedoch, dass im 12./13. Jahrhundert eine hölzerne Stadtbefestigungsanlage die neue Siedlung umgab. Die danach errichtete mittelalterliche Stadtmauer aus Stein ist noch erhalten. Auf 1,5 Kilometer Länge umgibt sie in Herzform die Altstadt von Bad Neustadt. Der Ursprung der Herzform wird in einer romantischen Sage erklärt: Karl der Große soll, als er auf der Anhöhe der Salzburg stand und ins Tal blickte, zu seiner Ehefrau Fastrada gesagt haben: „Als Zeichen unserer Liebe will ich dort unten eine Stadt in Herzform errichten.“ Die Herzform wurde als Symbol allerdings erst ca. 700 Jahre nach Karl dem Großen gebräuchlich. Erstmals erwähnt wurde Neustadt als nova civitas in einer Urkunde des Bischofs von Würzburg aus dem Jahre 1232. In der Wegbeschreibung des Pilgers Abt Albert von Stade ist Neustadt 1236 als einer von 28 deutschen Etappenorten auf seinem Rückweg von Rom aufgeführt.
Ab dem Jahr 1250 ist in Neustadt ein mittelalterliches Leprosorium nachweisbar, das als „Sondersiechenhaus“ bezeichnet wurde; es wurde 1641 zerstört. Der „Siechenweg“, der damals außerhalb der Stadt lag, erinnert noch heute an das Siechenhaus.
Während des Bauernkrieges war die Stadt im Mai 1525 mit dem Bildhäuser Haufen verbündet.
Das Oberamt Neustadt an der Saale des Hochstifts Würzburg wurde 1805 nach der Säkularisation Erzherzog Ferdinand von Toskana zur Bildung des Großherzogtums Würzburg überlassen und fiel mit diesem 1814 an das Königreich Bayern. Im Neustädter Zeitungskrieg zeigte die Stadt und die örtliche Zeitung 1869 eine ungewöhnlich solidarische Haltung gegenüber den jüdischen Mitbürgern.

### 20. Jahrhundert

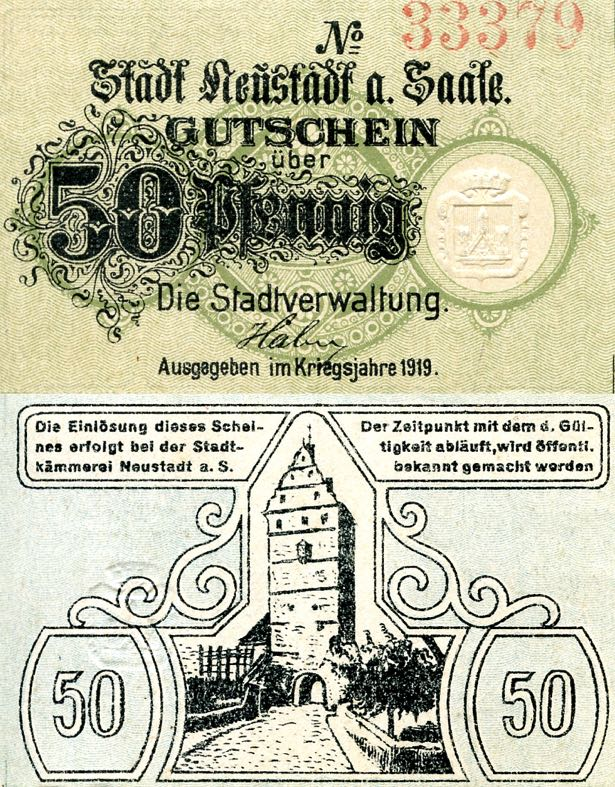
Notgeld der Stadt Neustadt aus dem Jahr 1919

Im Jahr 1933 kam es zur Gleichschaltung des katholisch-konservativen Stadtrates, der während der gesamten Zeit des Dritten Reiches durch den Kreisleiter Andreas Ingebrand dominiert wurde. Er betrieb u. a. die Benennung des neuen Stadtteils Gartenstadt nach seinem Namen.

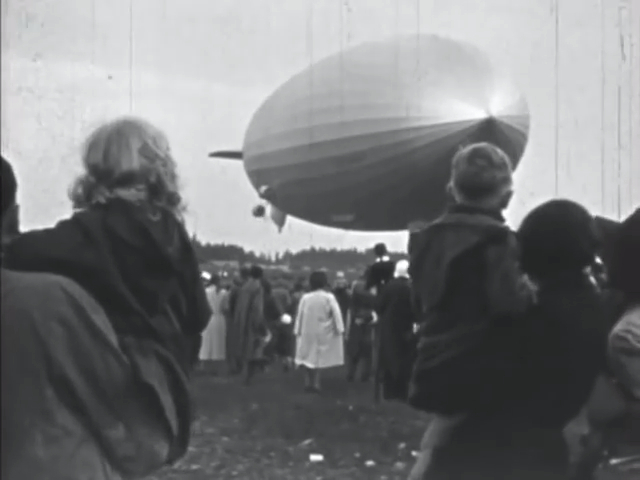
Luftschiff LZ 130 „Graf Zeppelin“ 1939 in Bad Neustadt

Die jüdische Bevölkerung wurde ab 1941 deportiert. 1945 kam es zu einem kurzen Gefecht zwischen den anrückenden US-Truppen und wenigen Hitlerjungen, die mehrheitlich ums Leben kamen. Andreas Ingebrand hatte sich vor dem Gefecht zur Flucht entschlossen. Von einem SS-Offizier wurde der Industrielle Jakob Preh erschossen, der die kampflose Übergabe der Stadt angestrebt hatte. Während der Kämpfe wurde einzig das ehemalige Bankhaus Lustig zerstört.
In den 1960er und 1970er Jahren nahm die an der Innerdeutschen Grenze gelegene Stadt wirtschaftlichen Aufschwung.

### Eingemeindungen
In der Zeit von 1934 bis 1978 wurden folgende Orte eingemeindet:
- Bad Neuhaus (mit Mühlbach 917, Eingemeindungsdatum: 1. Juli 1934)[14]
- Brendlorenzen (4497 Einwohner, 1. Mai 1978)[15]
- Dürrnhof (279, 1. April 1971)[14]
- Mühlbach (1972)
- Herschfeld (3013, 1. Juli 1972)[14]
- Lebenhan (478, 1. Mai 1978, vorher ab dem 1. Januar 1972 zu Brendlorenzen)[14]
- Löhrieth (305, 1. Januar 1972)[14]

Mit der Eingemeindung von Bad Neuhaus wurde 1934 der Name der Stadt in Bad Neustadt geändert.

### Einwohnerstatistik
Bad Neustadt (15.210 Einwohner beim Zensus vom 9. Mai 2011) besteht aus den Stadtteilen
- Altstadt und Östliche Außenstadt (1702 Einwohner)
- Westliche Außenstadt (2500)
- Gartenstadt (2202), zusammen 6404 Einwohner.

### Einwohnerentwicklung
Im Zeitraum 1988 bis 2018 stieg die Einwohnerzahl von 14.414 auf 15.411 um 997 Einwohner bzw. um 6,9 %. 2004 hatte die Stadt 16.170 Einwohner.
Quelle: BayLfStat

### Konfessionsstatistik
Gemäß dem Zensus 2011 waren 55,6 % der Einwohner römisch-katholisch, 25,9 % evangelisch und 18,4 % waren konfessionslos, gehörten einer anderen Glaubensgemeinschaft an oder machten keine Angabe.
Der Anteil der evangelischen und katholischen Kirchenmitglieder an der Gesamtbevölkerung ist seitdem gesunken. 
Von den Einwohnern waren Ende 2024 41,7 % katholisch, 17,8 % evangelisch und 40,5 % anderer Konfessionen oder bekenntnislos.

## Bauwerke

### Kirche Mariä Himmelfahrt
Am Standort der heutigen Kirche Mariä Himmelfahrt befand sich ein um 1050 und 1352 erweiterter gotischer Vorgängerbau. 1584 bis 1589 wirkte Valentin Leucht (1550–1619), Buchautor, später kaiserlicher Hofpfalzgraf und Bücherkommissar, hier als Pfarrer bzw. Dekan. Die heutige Mariä-Himmelfahrt-Kirche wurde ab 1798 von Hofarchitekt Andreas Gärtner nach Plänen von (Heinrich) Alois Geigel erbaut. Nach mehreren Verzögerungen, u. a. wegen Geldmangels, waren die Bauarbeiten im Jahr 1834 vollendet. Nach dem Innenausbau durch den Weinbrenner-Schüler und Regierungsbaubeamten Johann Philipp Mattlener zwischen 1834 und 1836 wurde die Kirche am 10. August 1836 von den Bischöfen von Fulda und Würzburg geweiht.

### Weiteres

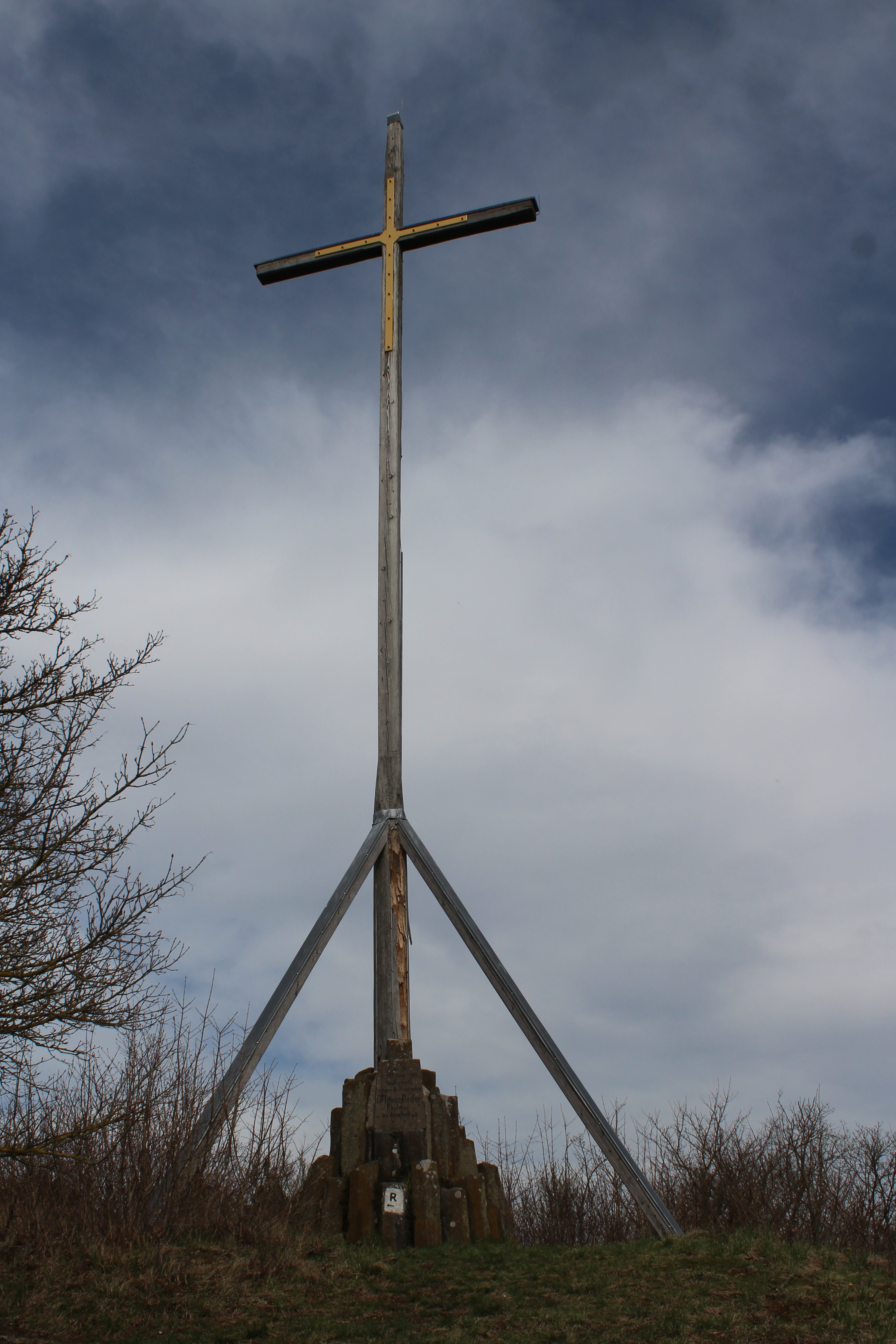
Rederkreuz

- Salzburg

Die Salzburg thront auf einer bewaldeten Höhe. Sie gehört zu den größten Ganerbenburgen Deutschlands. Sie wurde oft umgebaut (verschiedene Elemente der Romanik, Gotik und Renaissance zeugen davon), jedoch nie zerstört und ist noch in ihrer ganzen Gestalt erhalten. Allerdings sind die meisten der Ganerbensitze heute Ruinen.
- Karmelitenkirche
- Hohntor
- Synagoge (profaniert)
- Jüdischer Friedhof
- Rederkreuz, 15 Meter hohes Holzkreuz auf der Hohnsleite
- Zwinger (abgerissen)
- Spörleinstor (ehemaliges Stadttor am Zollberg – abgerissen)

## Politik

### Stadtrat
Der Stadtrat besteht seit der Kommunalwahl am 15. März 2020 aus dem Ersten Bürgermeister und 24 ehrenamtlich gewählten Stadträten. Die Sitzverteilung der Stadträte gibt folgende Aufstellung wieder:
| Partei / Liste           | Sitze | G/V |
| ------------------------ | ----- | --- |
| CSU                      | 8     | − 2 |
| Freie Wählergemeinschaft | 6     | − 1 |
| SPD                      | 3     | − 1 |
| Grüne                    | 4     | + 1 |
| Neuschter Liste          | 2     | + 2 |
| FDP                      | 1     | + 1 |

G/V: Gewinn oder Verlust gegenüber der Wahl 2014
Der Stadtrat hat folgende Ausschüsse gebildet:
- Werkausschuss
- Rechnungsprüfungsausschuss

Die Gemeindeteile Dürrnhof und Löhrieth haben einen Ortssprecher.

### Bürgermeister
Erster Bürgermeister ist seit dem 1. Mai 2020 Michael Werner (Freie Wählergemeinschaft). Dieser wurde bei der Kommunalwahl 2020 mit 50,70 % der abgegebenen Stimmen ins Amt gewählt. Sein Vorgänger Bruno Altrichter, ebenfalls Freie Wählergemeinschaft, war nach 24 Dienstjahren nicht mehr angetreten.
Zweiter Bürgermeister ist Norbert Klein (CSU), Dritter Bürgermeister ist Karl Breitenbücher (Grüne).

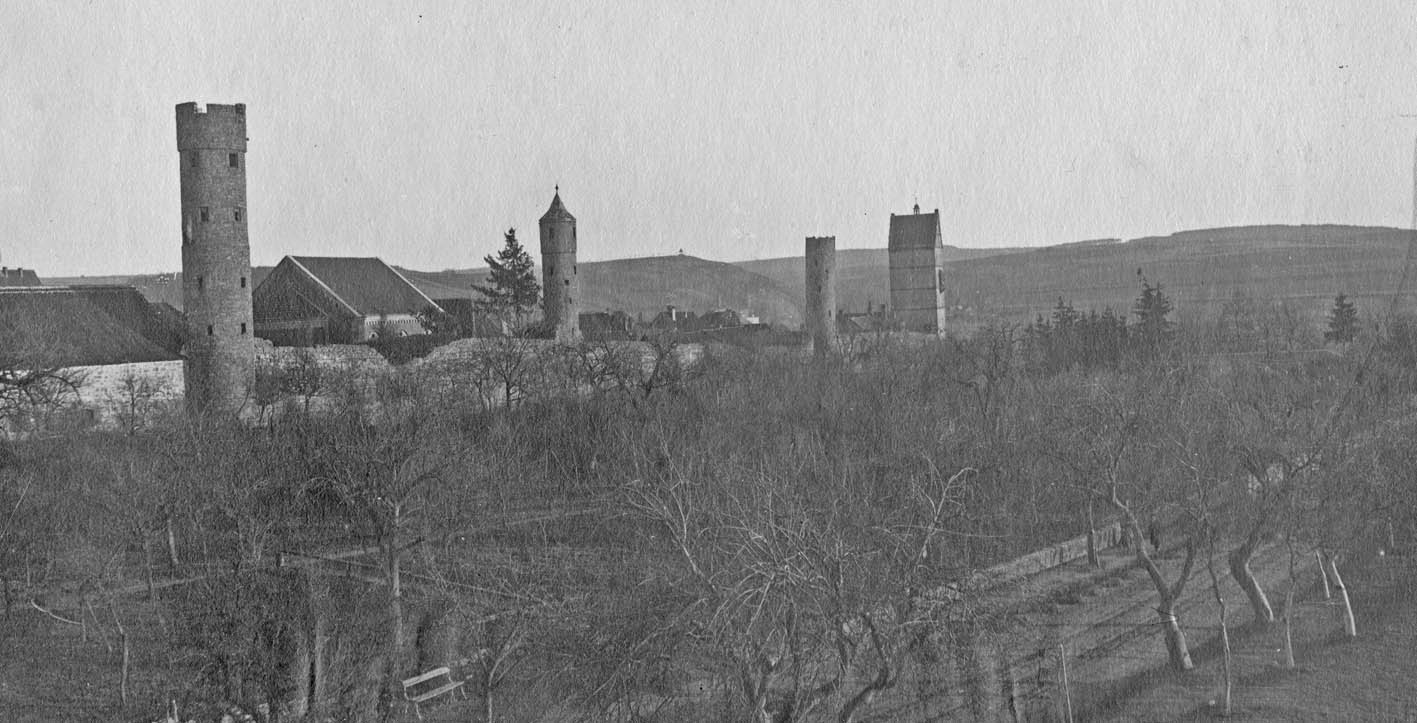
Historische Ansicht der Stadtmauer von 1909

Bürgermeister seit 1948
- Ludwig Borst (1948–1959)
- Franz Marschall (1960–1966)
- Paul Reisenweber (1966–1971)
- Paul Goebels (1972–1984)
- Josef Schlagbauer (1984–1996)
- Bruno Altrichter (1996–2020)
- Michael Werner (2020–…)

### Wappen
| | Blasonierung: „In Rot eine von rechts nach links steil aufsteigende Zinnenmauer, unten beiderseits je ein silberner Zinnenturm; im Dreieck unter den Mauern ein wachsender, golden gekleideter Bischof mit einem aufrechten silbernen Schwert in der Rechten und einem silbernen Krummstab in der Linken.“ |
| Wappenbegründung: Das Wappen mit den steil aufsteigenden Zinnenmauern und den drei Türmen zeigt die mittelalterliche Stadtbefestigung. Der Bischof mit dem aufrechten Schwert in der Rechten und dem Bischofsstab in der Linken stellt den würzburgischen Fürstbischof als Landesherrn dar. Das älteste vollständig erhaltene Stadtsiegel stammt aus dem Jahr 1282. | |

### Städtepartnerschaften
Bad Neustadt unterhält Städtepartnerschaften mit
- Falaise in Frankreich,
- Pershore in England,
- Oberhof in Thüringen,
- Oberpullendorf in Österreich,
- Bílovec (ehemals Wagstadt) in Tschechien und
- Cerro Maggiore in Italien.

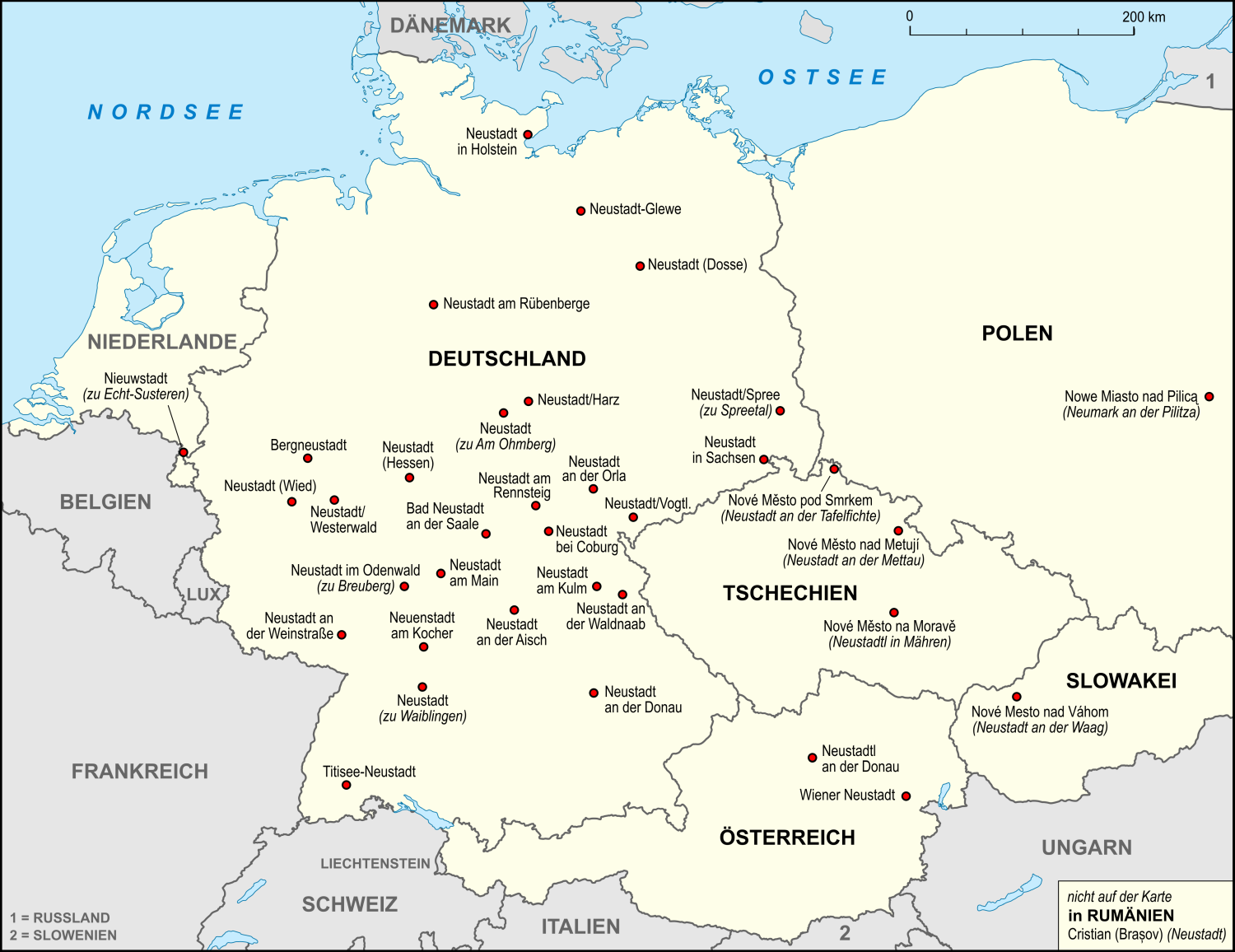
Arbeitsgemeinschaft Neustadt in Europa

- Außerdem ist Bad Neustadt Gründerin von Ein einzig Neustadt und Mitglied der daraus entstandenen internationalen Städtefreundschaft Arbeitsgemeinschaft Neustadt in Europa mit 36 Mitgliedsstädten und -gemeinden aus sechs Staaten (Deutschland, Österreich, Polen, der Tschechischen Republik, der Slowakei und den Niederlanden; Stand: Juli 2024). Bad Neustadt ist dabei das einzige Neustadt mit dem Zusatz Bad.
- Mit Schulen aus den Partnerstädten Pershore, Falaise und Bílovec sowie mit der Rochester Adams High School in Rochester Hills, Michigan, finden regelmäßige Schüleraustausche statt.

### Patenschaft
- 1958 wurde die Patenschaft für die vertriebenen Sudetendeutschen aus der Stadt und den Kreis Wagstadt übernommen.

## Sport
Der populärste Sport in Bad Neustadt ist der Fußball mit ehemals zwei Vereinen (Sportfreunde und VfL). Am 1. Juli 2008 fusionierten der VfL 1860 Bad Neustadt und die Sportfreunde Bad Neustadt zum VfL 1860 Sportfreunde Bad Neustadt. Darüber hinaus haben auch die meisten der Ortsteile eigene Fußballvereine (TSV Brendlorenzen, SV Herschfeld, DJK Mühlbach, DJK Lebenhan, DJK Löhrieth).
- Handball: Am erfolgreichsten ist Bad Neustadt jedoch im Handball. Bereits in den 60er Jahren wurde in Bad Neustadt erfolgreich Handball gespielt. Den Handballern des VfL gelang 1975 nach der Nordbayerischen Meisterschaft der Aufstieg in die dritthöchste Spielklasse. Zur Saison 1977/78 gründete die VfL-Handballabteilung einen eigenen Verein, den HSC Bad Neustadt, der dann anstatt des VfL in der Landesliga an den Start ging. Der HSC spielte mehrere Jahre in der Regionalliga und gehörte bis 2022 der vom DHB organisierten 3. Liga Ost an.

Der Radsport hat in Bad Neustadt mit dem Beginn des 21. Jahrhunderts zunehmend an Bedeutung gewonnen. Einen Höhepunkt bildete die Deutschland-Tour 2001, bei der eine Etappe nach Bad Neustadt führte. Auch 2006 führte eine Etappe durch Bad Neustadt. Auch die Bayern-Rundfahrt macht in Bad Neustadt Halt. Im Jahr 2008 fand das Einzelzeitfahren statt. Ein jährliches Großereignis ist auch der Rhöner Kuppenritt, ein überregional bekanntes Volksradfahren mit verschiedenen Strecken zwischen 30 und 220 Kilometern. Unweit des Stadtgebietes befindet sich in Maria Bildhausen ein Golfplatz.
Bad Neustadt war zur Fußball-Weltmeisterschaft 2006 Gastgeber der Nationalmannschaft aus Anguilla. Die Mannschaft, die sich nicht für die Endrunde qualifiziert hatte, wurde als Zeichen der Gastfreundschaft innerhalb der FIFA-Familie eingeladen, da sie nach der offiziellen FIFA-Weltrangliste zum Zeitpunkt der Weltmeisterschaft die schlechteste Mannschaft war.
Seit Jahrzehnten ist auch der Flugsport in Bad Neustadt vertreten. Auf dem Grasberg bei Mühlbach/Salz ist der Aeroclub Bad Neustadt beheimatet. 1950 wurde der Verein am Fliegerstammtisch gegründet. Der jährliche Höhepunkt ist das Flugplatzfest an Pfingsten, eine Gemeinschaftsveranstaltung mit der Musikkapelle Mühlbach.
Bad Neustadt besitzt auch eine große Therme. Das Triamare ist eine Therme, ein Sport- und Freizeitbad mit einer großen Saunalandschaft.

## Wirtschaft und Infrastruktur
Die Rhön-Klinikum AG ist durch verschiedene, bereits vor Übernahme durch die Aktiengesellschaft bestehende Spezialkliniken bundesweit bekannt. Im frühen 20. Jahrhundert siedelten sich verschiedene Unternehmen an, wobei die Firma Siemens zu den bekanntesten gehört. Bad Neustadt hatte Ende der 1990er Jahre mit das höchste Einkommensteueraufkommen unter den deutschen Städten.
Bad Neustadt verfügt über einen Bahnhof an der Bahnstrecke Schweinfurt–Meiningen. Anschluss an den Straßenfernverkehr hat Bad Neustadt seit Dezember 2005 durch die Bundesautobahn 71, die von Sangerhausen über Erfurt nach Schweinfurt verläuft.

### Unternehmen
Ansässige Unternehmen sind:

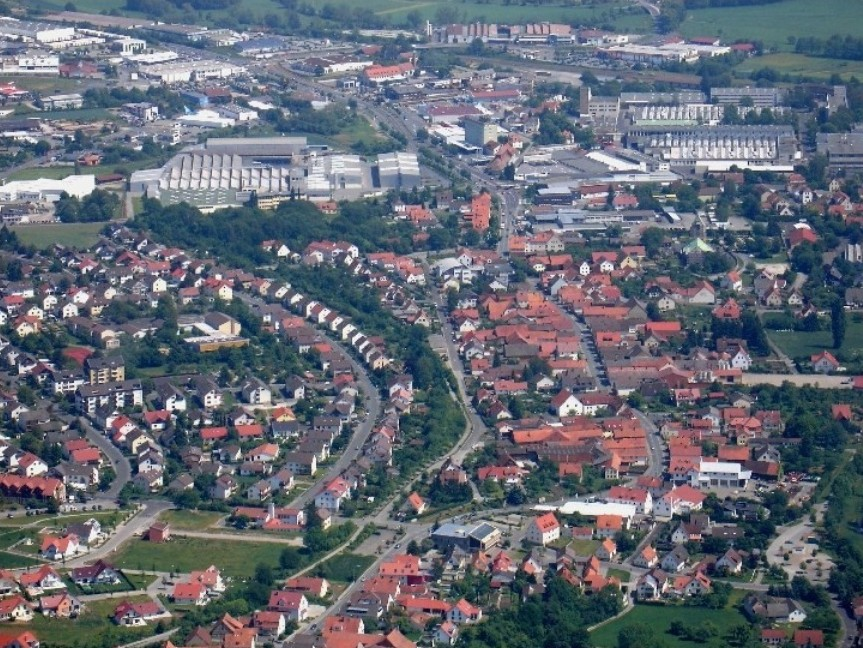
Das Industriegebiet aus der Luft.

- Siemens mit nahezu 2300 Mitarbeitern und ca. 110 Auszubildenden; es werden vorwiegend Elektromotoren produziert.
- BSH Hausgeräte GmbH produziert Staubsauger.
- Preh mit etwa 1300 Mitarbeitern stellt Klimabedienteile und Fahrerassistenzsysteme, Sensorsysteme und Steuergeräte für die Automobilindustrie sowie im Produktbereich Preh Innovative Automation (PIA) leistungsfähige Montage- und Fertigungslinien her.
- Kunert-Wellpappe produziert Industrieverpackungen für schwere und empfindliche Güter der Chemie-, Automobil-, Maschinen- und Elektroindustrie.
- Die Jopp-Gruppe mit knapp 1800 Mitarbeitern ist Hersteller von Systemen und Komponenten für die Automobilindustrie und Lebensmitteltechnik.
- Die Geis Gruppe mit Stammsitz in Bad Neustadt ist ein Logistikdienstleister mit rund 4500 Mitarbeitern an europaweit 95 Standorten.
- Wienerberger, eine Ziegelei, deren Kamin mit 70 Metern Höhe das höchste Bauwerk der Stadt ist
- Die Karmeliter-Brauerei, eine der ältesten Brauereien Bayerns, hatte ihren ursprünglichen Sitz in der Altstadt und war danach mehrere Jahrzehnte bis 2024 in Salz ansässig. An ihrem früheren Platz steht heute eine Parkgarage mit darüberliegenden Bürogebäuden.

### Verkehr
Die Stadt ist über die Bundesautobahn 71 Erfurt–Schweinfurt (Anschlussstellen Bad Neustadt oder Münnerstadt) zu erreichen.
Bad Neustadt liegt an der B 279 und an der ehemaligen B19 (jetzt Staatsstraße 2292).
Der Bahnhof Bad Neustadt (Saale) liegt an der Bahnstrecke Schweinfurt–Meiningen (siehe auch Mainfranken-Thüringen-Express und Unterfranken-Shuttle). Bis 1989 existierten außerdem eine Stichstrecke nach Bischofsheim, bis 1994 eine nach Bad Königshofen i. Grabfeld.
Den öffentlichen Personennahverkehr (ÖPNV) bedienen im Stadtgebiet die NESSI-Buslinien (NESSI 1–4), außerhalb davon mehrere Buslinien im Auftrag der Verkehrsgemeinschaft Rhön-Grabfeld (VRG) der Omnibusverkehr Franken GmbH (OVF). Die Anbindung des Umlandes wird durch den On-Demand-Fahrdienst "Callheinz" erweitert. Seit 1. Mai 2021 verbindet die Buslinie 8300 täglich im 2-Stunden-Takt Bad Neustadt mit Gersfeld (Bahnlinie nach Fulda, dort ICE-Anschluss) und mit Coburg (über Bad Königshofen und Maroldsweisach).
Durch Bad Neustadt führt der Fränkische Marienweg.

### Flugplatz
Der Sonderlandeplatz Flugplatz Bad Neustadt/Saale-Grasberg hat eine 620 Meter lange Asphaltpiste. Diese dient in erster Linie zum Starten und Landen der Motor- und Segelflugzeuge des ansässigen Vereins Aeroclub Bad Neustadt sowie von Freiballons, Flugzeugen bis 2000 kg MTOW und Hubschraubern bis 5700 kg.

### Medien
Die beiden meist genutzten ansässigen Medien sind die beiden Tageszeitungen Rhön- und Saalepost sowie die Main-Post. Während die Main-Post allerdings einen nur knapp bemessenen Lokalteil Bad Neustadt und Umgebung widmet, ist die Rhön- und Saalepost auf die Lokalnachrichten für Bad Neustadt spezialisiert und dementsprechend umfangreicher in der Berichterstattung, besitzt aber keinen eigen produzierten überregionalen Teil, dieser wird vom Volksblatt aus Würzburg zugeliefert.
Der Sender Radio Primaton wird vom Fernmeldeturm auf dem Heidelberg bei Frickenhausen über die UKW-Frequenz 101,5 MHz mit 1 kW abgestrahlt.

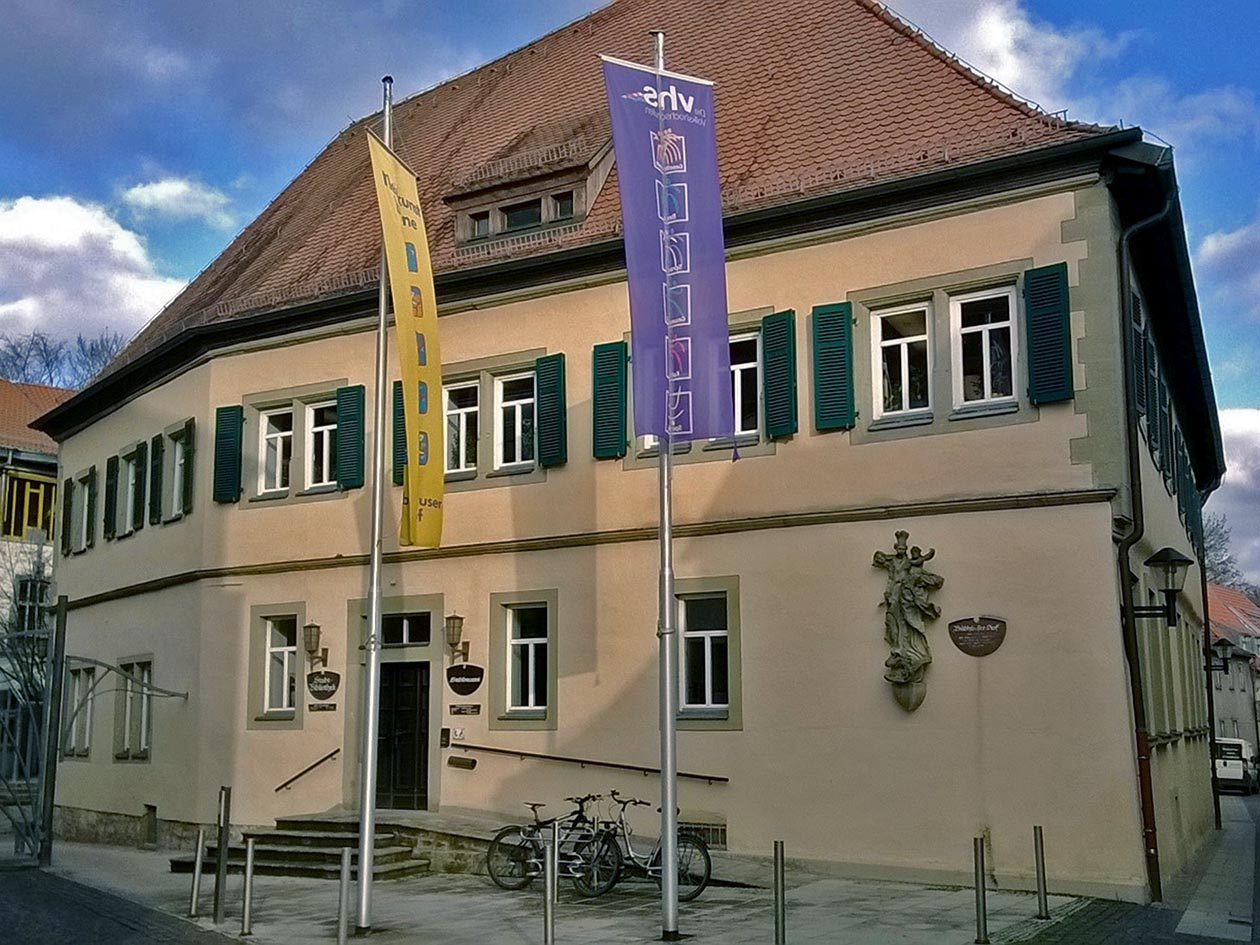
Der Bildhäuser Hof in Bad Neustadt beherbergt das Bauamt, die Stadtbibliothek und das Stadtarchiv

### Öffentliche Einrichtungen
Sport- und Freizeitbad Triamare, Dreifachturnhalle Bürgermeister-Goebels-Halle, Stadtbücherei, Stadtarchiv, Kulturwerkstatt, Amt für Ernährung, Landwirtschaft und Forsten, Amtsgericht mit Zweigstelle in Mellrichstadt

### Jüdischer Friedhof
Auf dem jüdischen Friedhof in der Westlichen Außenstadt haben die ortsansässigen jüdischen Familien ihre Verstorbenen begraben, bis 1942 auch die letzten jüdischen Bewohner zur Vernichtung in der Shoa deportiert worden sind. Eine Gedenktafel am Eingang erinnert an dieses Geschehen.

## Bildung
Bad Neustadt ist Standort für insgesamt neun verschiedene Schulen:
- Karl-Ludwig-von-Guttenberg-Grundschule Bad Neustadt
- Staatliche Fachoberschule und Berufsoberschule Bad Neustadt
- Mittelschule Bad Neustadt
- Werner-von-Siemens-Realschule Bad Neustadt
- Rhön-Gymnasium Bad Neustadt[22]
- Staatliche Wirtschaftsschule Bad Neustadt
- Volkshochschule Bad Neustadt
- Jakob-Preh-Schule, staatliche Berufsschule Bad Neustadt an der Saale[23]
- ESB-Gemeinnützige Gesellschaft für berufliche Bildung mbH (Ausbildung von Physiotherapeuten, Logopäden und Ergotherapeuten), seit 1998 eine Tochter-Gesellschaft der Rhön-Klinikum AG

## Technologietransferzentrum Elektromobilität
Im Zuge der Entwicklung der Modellstadt für Elektromobilität wurde Anfang 2012 das Technologietransferzentrum Elektromobilität, kurz TTZ-EMO, in den Räumen der Jakob-Preh-Berufsschule eingerichtet. Das Zentrum ist eine periphere Teilinstitution der Hochschule für angewandte Wissenschaften Würzburg-Schweinfurt, Von 1971 bis 2022 kurz FHWS heute THWS. Studenten können am TZZ-EMO ihre Diplomarbeiten anfertigen oder Praxissemester belegen.

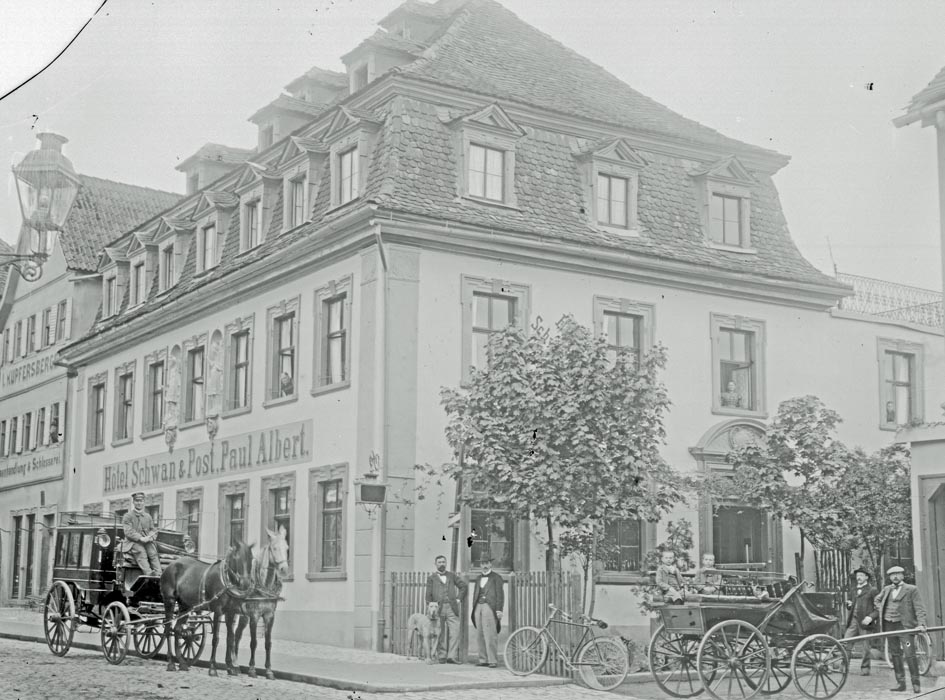
Hotel Schwan Post, fotografiert von Anton Tretter um 1900

## Persönlichkeiten

### Söhne und Töchter der Stadt
- Johann Lindemann (1488–1554), evangelischer Theologe, Cousin von Martin Luther
- Thomas Elsbeth (um 1555–zwischen 1624 und 1630), Komponist, Verfasser von Motetten und evangelischen Kirchenliedern
- Michael Kraf (1595–1662), Komponist an der Abtei Weingarten
- Johann Melchior Söllner (1601–1666), Theologe, Weihbischof in Würzburg
- Valentin Herr (1606–1681), Bürgermeister und Chronist des Dreißigjährigen Krieges
- Georg Bauer († 1692), geboren auf Burg Salzburg, Propst des Augustinerchorherrenstiftes Heidenfeld
- Albert Hoch († 1720), Propst des Augustinerchorherrenstiftes Heidenfeld
- Sigmund Hauck (1669–1738), Prämonstratenserabt von Oberzell
- Kaspar Höpfner (1683–1756), Kartäuserprior von Astheim
- Edmund Voit (1707–1780), Jesuitenpater, Theologieprofessor und Provinzial; Autor einer weltweit bekannten Moraltheologie.
- Johann Peter Benkert (1709–1765), geboren in Neuhaus, Bildhauer und Gastronom
- Wilhelm II. Roßhirt (1714–1791), Zisterzienserabt von Ebrach
- Jordan Simon (1719–1776), katholischer Theologe
- Possidius Zitter (1723–1802), katholischer Theologe, Autor und Lehrer
- Joseph Bengraf (1745–1791), Komponist in Budapest
- Ferdinand Blümm (1768–1823), Philologe
- Johann Schön (1771–1839), Geistlicher und Professor an der Universität Würzburg
- Johann Baptist Henkel (1825–1871), Botaniker, Arzt und Pharmakologe
- Julius Ambrunn (1872–1942), geboren in Neuhaus, letzter Vorsitzender der Dorstener Synagogengemeinde
- Alfons Maria Borst (1893–1973), Bezirksschulrat und Archivar
- Willi Ankermüller (1901–1986), Jurist und Politiker (CSU)
- Karl Ludwig Freiherr von und zu Guttenberg (1902–1945), Widerstandskämpfer im Zweiten Weltkrieg
- Gerhard Mähner (1910–1970), nationalsozialistischer Studentenfunktionär
- Elmar Kolb (1936–2013), Politiker (CDU), Mitglied des Bundestages
- August Behr (1937–2022), Physiker, Gründungspräsident der Fachhochschule Amberg-Weiden (Ostbayerische Technische Hochschule), Ehrensenator[25]
- Elmar Schmähling (1937–2021), Flottillenadmiral a. D. der Bundeswehr, ehemaliger Amtschef des MAD, Politiker
- Karl-Heinz Frühmorgen (* 1938), Oberstudienrat am Friedrich-König-Gymnasium in Würzburg, Pfarrverweser und Seelsorger in Leinach (Oberleinach), in Rottendorf wohnhafter Geistlicher Beirat der Ackermann-Gemeinde[26]
- Wilhelm Romatzeck (1939–2023), Brigadegeneral des Heeres der Bundeswehr
- Candy de Rouge (* 1944, alias Wolfgang Detmann), Musikproduzent und Liedtexter
- Walter Desch (* 1944), Sportfunktionär
- Theo Härder (* 1945), Professor der Informatik
- Michel Pilz (1945–2023), luxemburgischer Jazzmusiker
- Dieter Petzold (* 1945), Anglist
- Gabriele Weigand (* 1953), Pädagogin
- Werner Arnold (* 1953), Semitist und Arabist
- Michael Emmert (* 1954), Künstler
- Thomas Keßler (* 1955), Generalvikar des Bistums Würzburg
- Joachim Rogosch (* 1957), Journalist
- Alexander Borst (* 1957), Neurobiologe am Max-Planck-Institut für biologische Intelligenz
- Gertrud Pigor (* 1958), Theaterregisseurin
- Nosie Katzmann (* 1959), Musikproduzent
- Egon Endres (* 1960), Professor für Sozialwissenschaften, Präsident der Katholischen Stiftungsfachhochschule München
- Manfred Härder, Künstlername Mäc Härder  (* 1960), Kabarettist, Jongleur, Autor und Fernsehmoderator
- Uwe Müller (* 1960), Autor
- Gerald Pittner (* 1960), Landtagsabgeordneter (Freie Wähler)
- Peter Riede (* 1960), evangelischer Theologe
- Helmut Vorndran (* 1961), Kabarettist und Autor
- Tilo Maedler (* 1966), Generalmajor der Luftwaffe
- Jürgen Vorndran (* 1967), römisch-katholischer Geistlicher
- Peter Kowalsky (* 1968), Unternehmer
- Michael Klubertanz (* 1968), Dirigent und Filmkomponist
- Monika Martin (* 1969), Autorin
- Markus Bühner (* 1969), Psychologe
- Veronika Eyring, Klimaforscherin
- Jörg Robert (* 1971), Professor für Germanistik
- Sylvester Heereman (* 1974), leitender Ordensgeistlicher der Legionäre Christi
- Benjamin Schöckel (* 1980), Fußballspieler
- Viktor Göhring (* 1980), Fußballspieler
- Maximilian Schnaus (* 1986), Komponist und Organist
- Sebastian Kirchner (* 1988), Handballspieler
- Marcel Wehr (* 1990), Fußballspieler
- Rudolf Gehrig (* 1993), Journalist und TV-Moderator
- Simon Schneider (* 1996), Moderator, Redakteur, Autor und Filmemacher
- Kilian Ort (* 1996), Tischtennisspieler
- Florian Dietz (* 1998), Fußballspieler
- Roman Birjukov (* 1999), Fußballspieler

### Persönlichkeiten, die im Ort gewirkt haben
- Wilhelm Upilio († 1594), Arzt und Stadtphysikus (1574–1580)
- Christoph Upilio (1572–1645), Arzt und Stadtphysikus (1603–ca. 1640)
- Valentin Leucht (1550–1619), katholischer Priester, Buchautor, kaiserlicher Hofpfalzgraf und Bücherkommissar; war von 1584 bis 1589 hier Pfarrer
- Werner von Haxthausen (1780–1842), deutscher Staatsbeamter und Philologe, Besitzer von Schloss Bad Neuhaus und Burg Salzburg
- Michael Friedrich Reinhard (1793–1867), deutscher Kaufmann und Landtagsabgeordneter, lebte und starb in Neustadt
- Franz Anton von Balling (1800–1875), deutscher Balneologe, Badearzt und Unternehmer
- Joseph Georg von Ehrler (1833–1905), Bischof der römisch-katholischen Diözese Speyer
- Richard Lipps (1857–1926), Maler
- Clara Ebert-Stockinger (1863–?), Schriftstellerin
- Alois Friedrich (1868–1944), Ehrenbürger, Pfarrer und Gegner des Nationalsozialismus
- Paul Köttnitz (1875–1954), bay. Regierungsrat, Heimatforscher und Bundesverdienstkreuzträger
- Elisabeth Andrae (1876–1945), Malerin
- Jakob Preh (1889–1945), Unternehmer.
- Bob Hope, (1903–2003) – Schauspieler und Entertainer[27]
- Willi Lemm (1905–1973), Maler und Grafiker.
- Norbert Kamill Preiss (1912–1995), Maler und Grafiker
- Leonhard Lochner (1914–2007), deutscher Ordenspriester (Ordo Sancti Augustini OSA) und Kloster-Bibliothekar
- Paul Goebels (1918–2000), Politiker, Autor und Bürgermeister
- Ludwig Benkert (1929–2012), Heimatforscher und Archivar
- Wilhelm Uhlig (1930–2022), Bildhauer
- Erhard Nowak (* 1935), Komponist, Chorleiter und Musiklehrer
- Johann Böhm (* 1937), bayerischer Politiker und Landtagspräsident (1994–2003)
- Johannes Freiherr Heereman (* 1944), Jurist und geschäftsführender Präsident des Malteser Hilfsdienstes
- Gerd Schröder (1959–2008), deutscher Unternehmer und Eishockey-Funktionär
- Christian Remchen (* 1976), Maler, Bildhauer, Diplomingenieur (Fachrichtung Architektur)

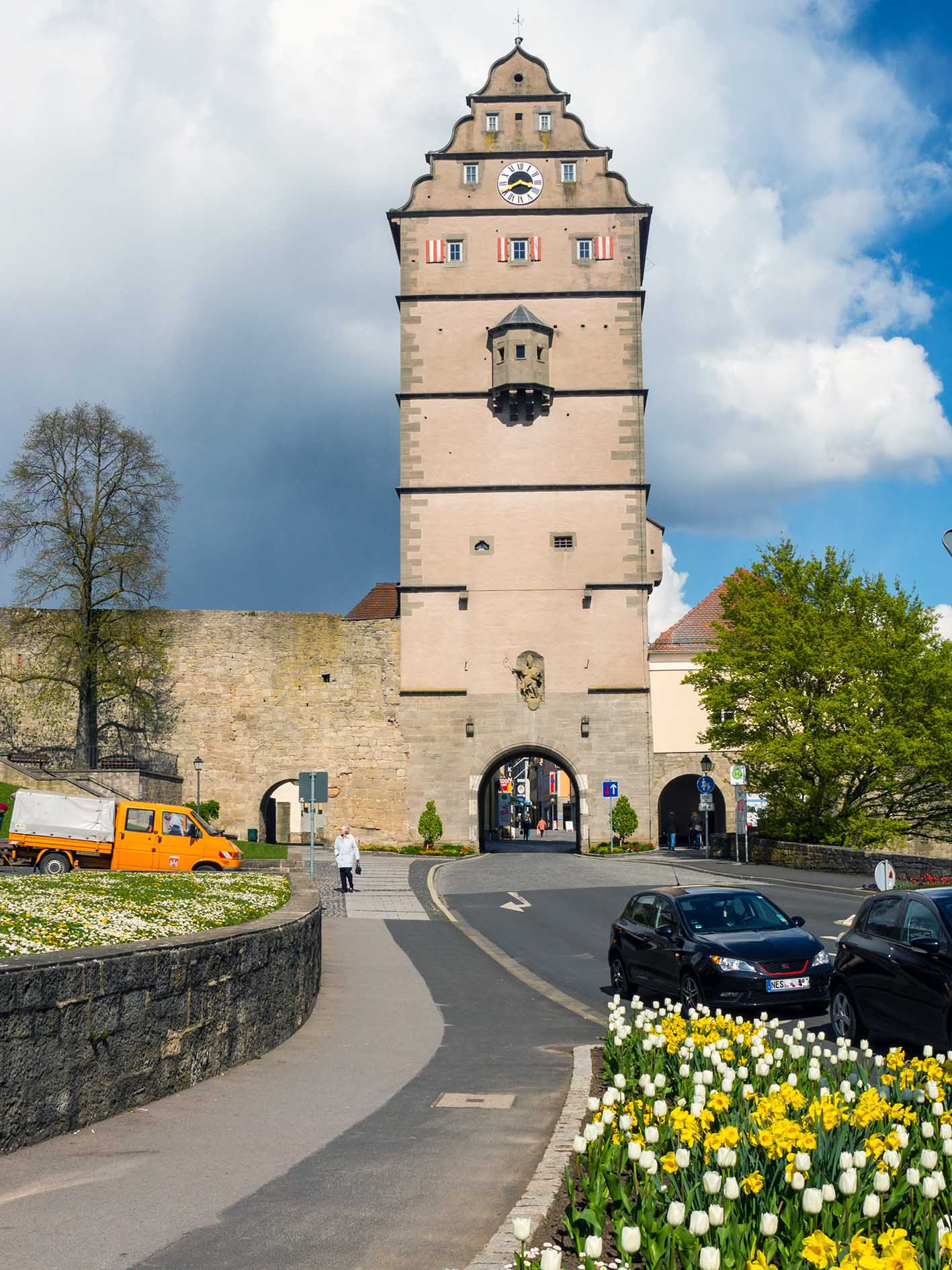
Hohntor, das Wahrzeichen der Stadt
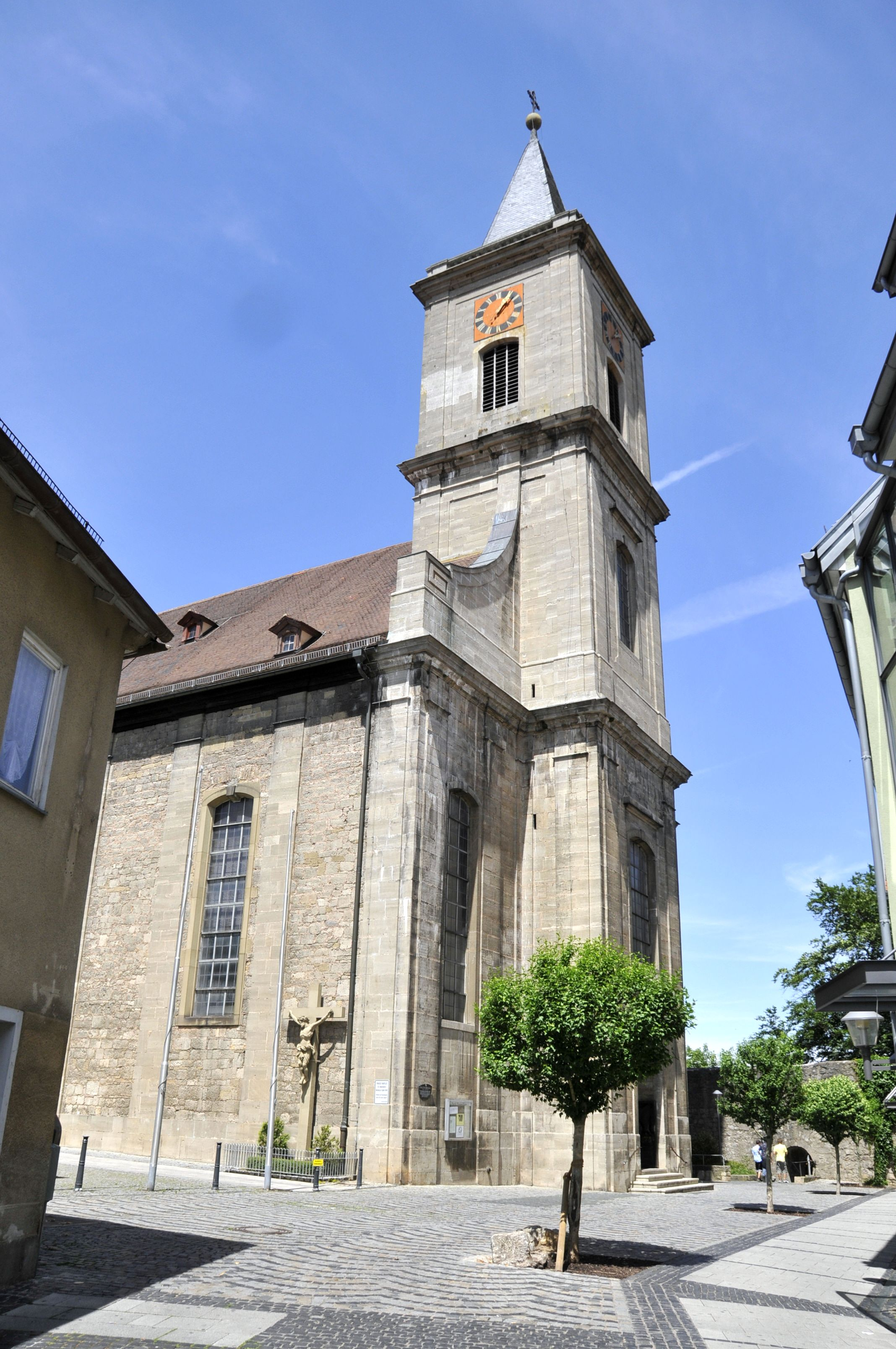
Katholische Pfarrkirche Mariä Himmelfahrt
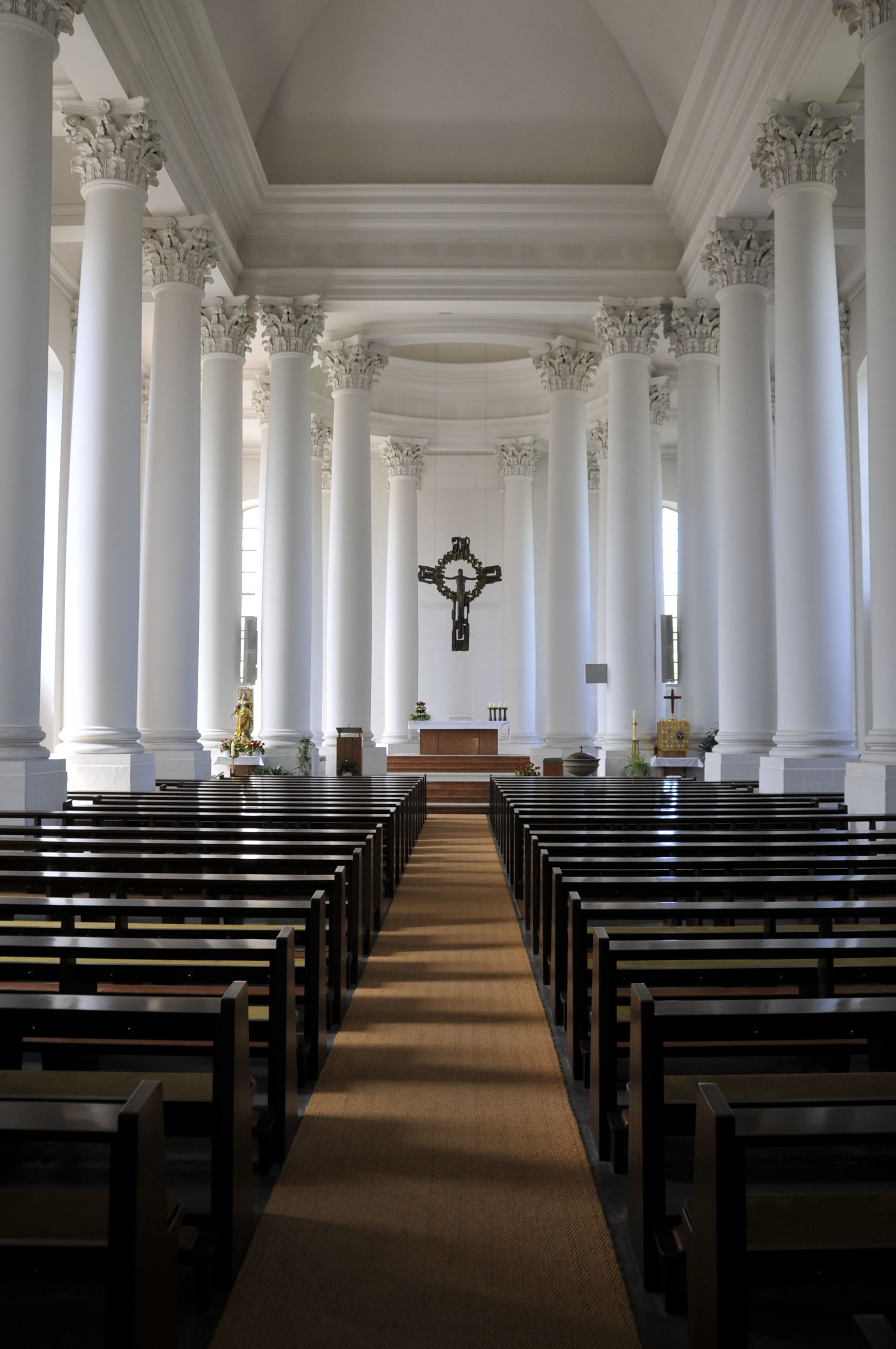
Katholische Pfarrkirche Mariä Himmelfahrt
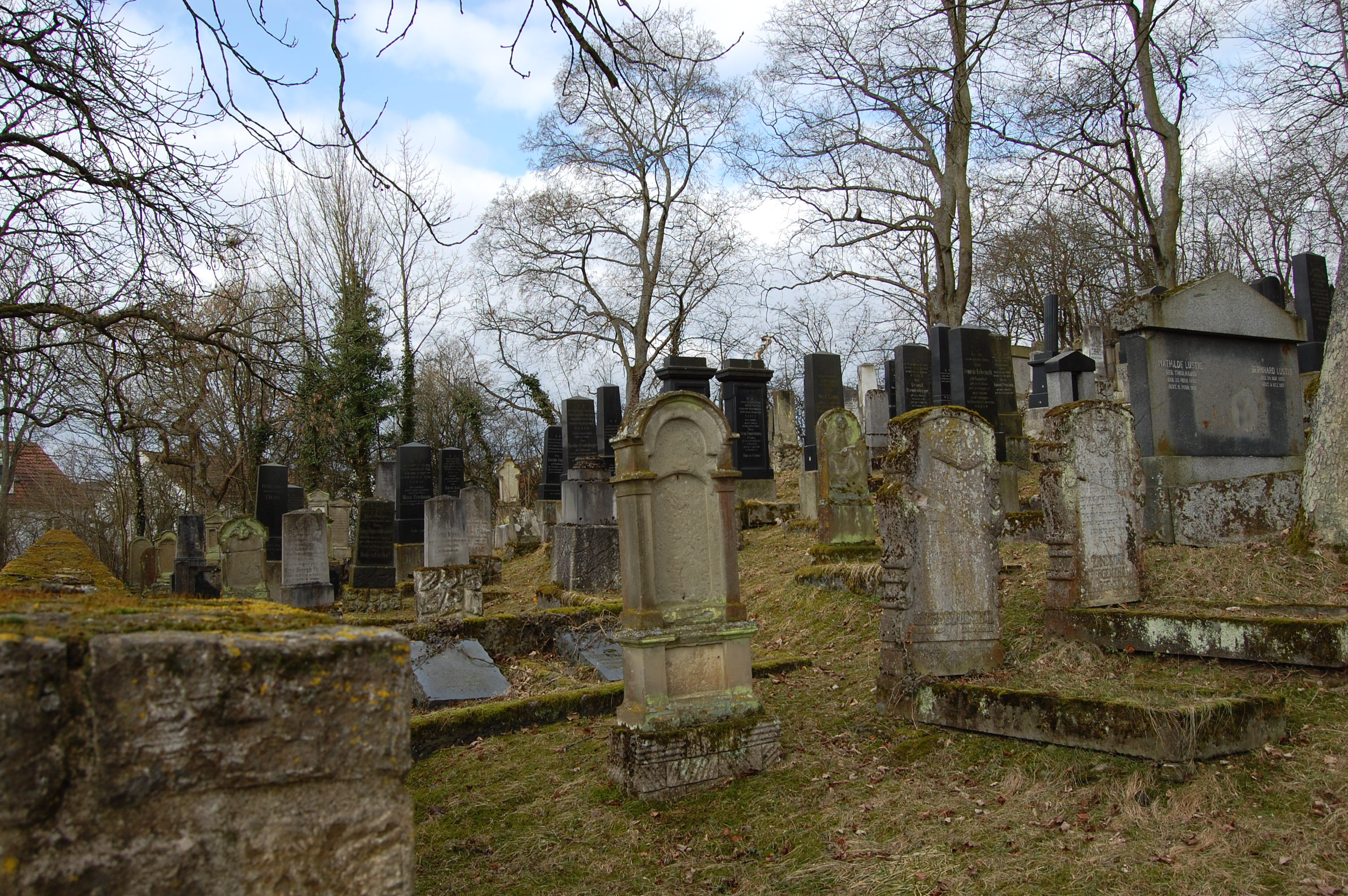
Jüdischer Friedhof
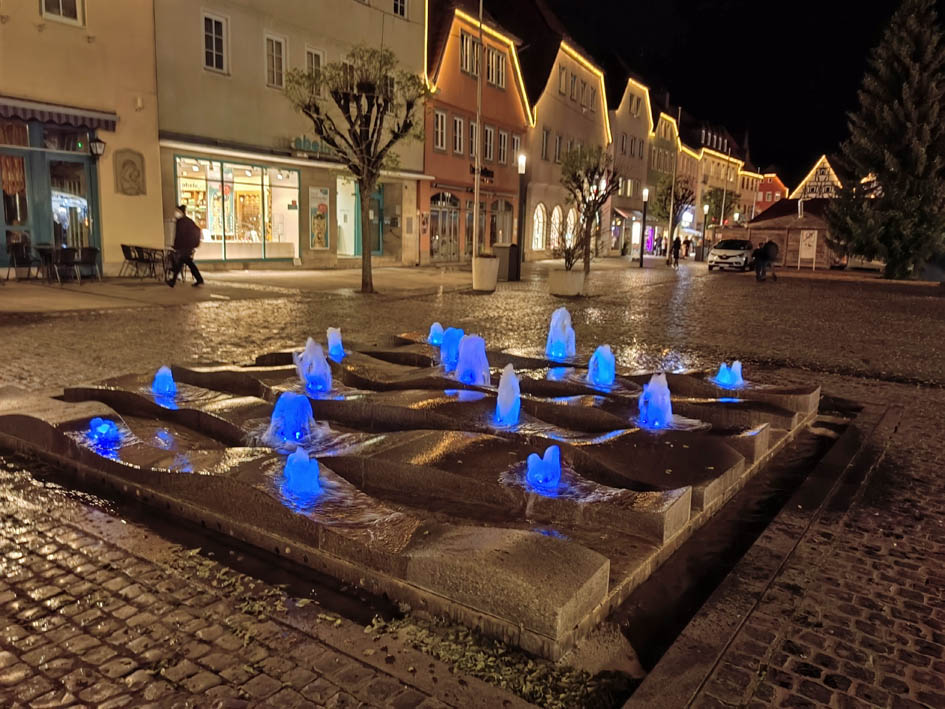
Brunnen auf dem Marktplatz
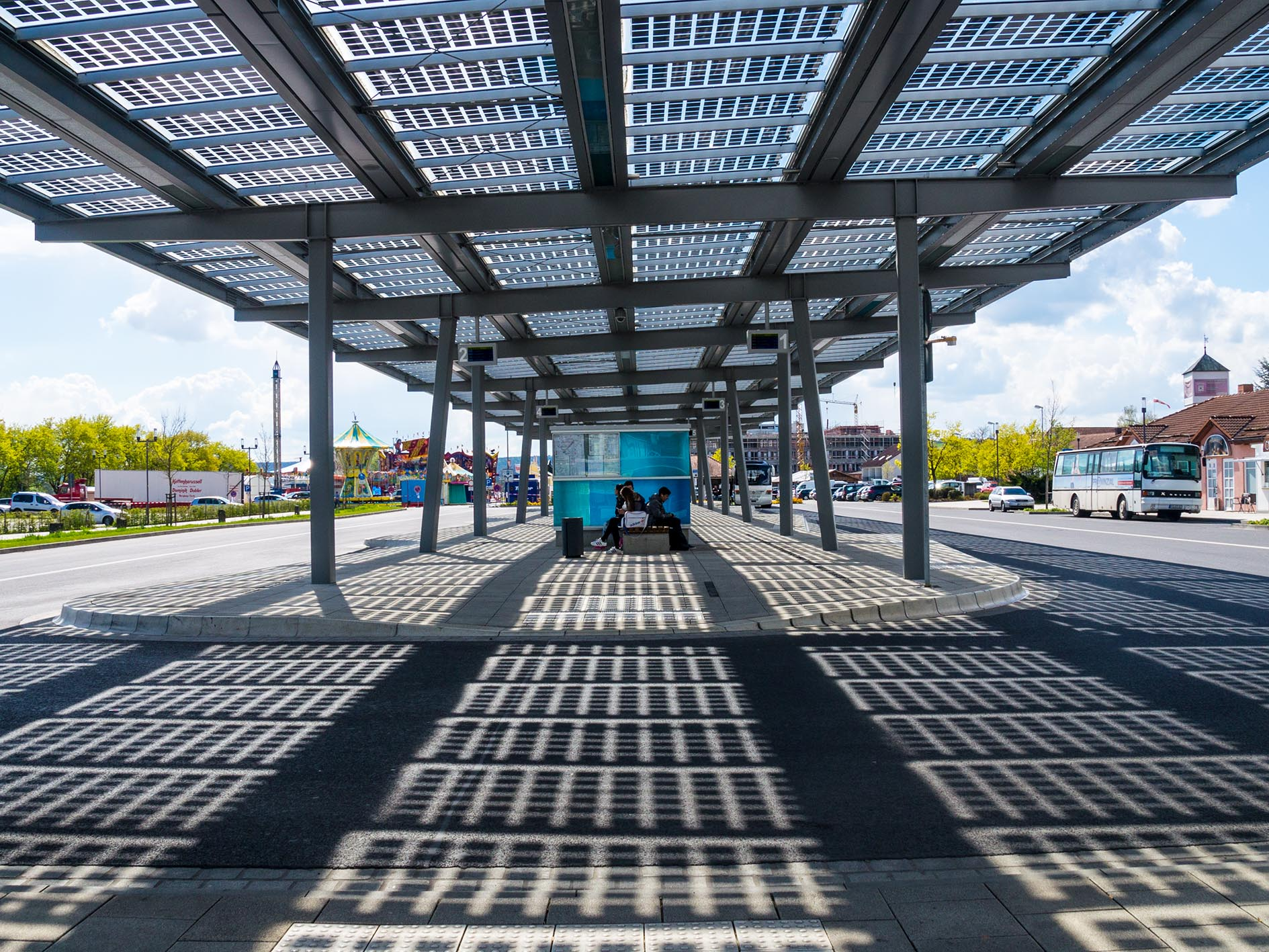
Neuer Busbahnhof mit Solaranlage im Dach
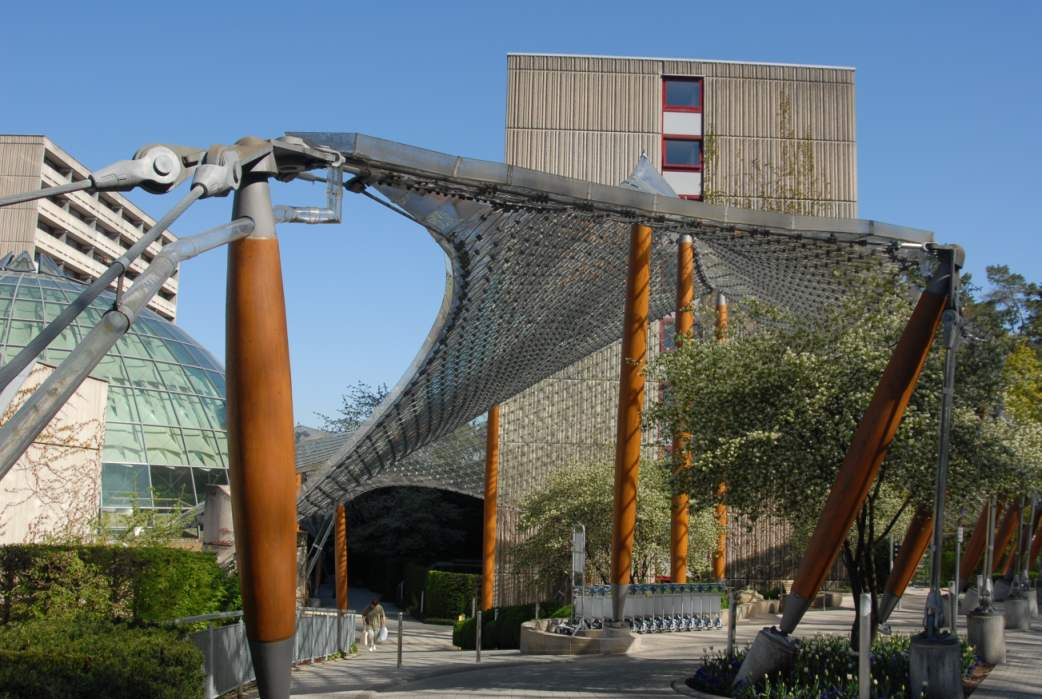
Rhön-Klinikum AG
Stadthalle (alt)
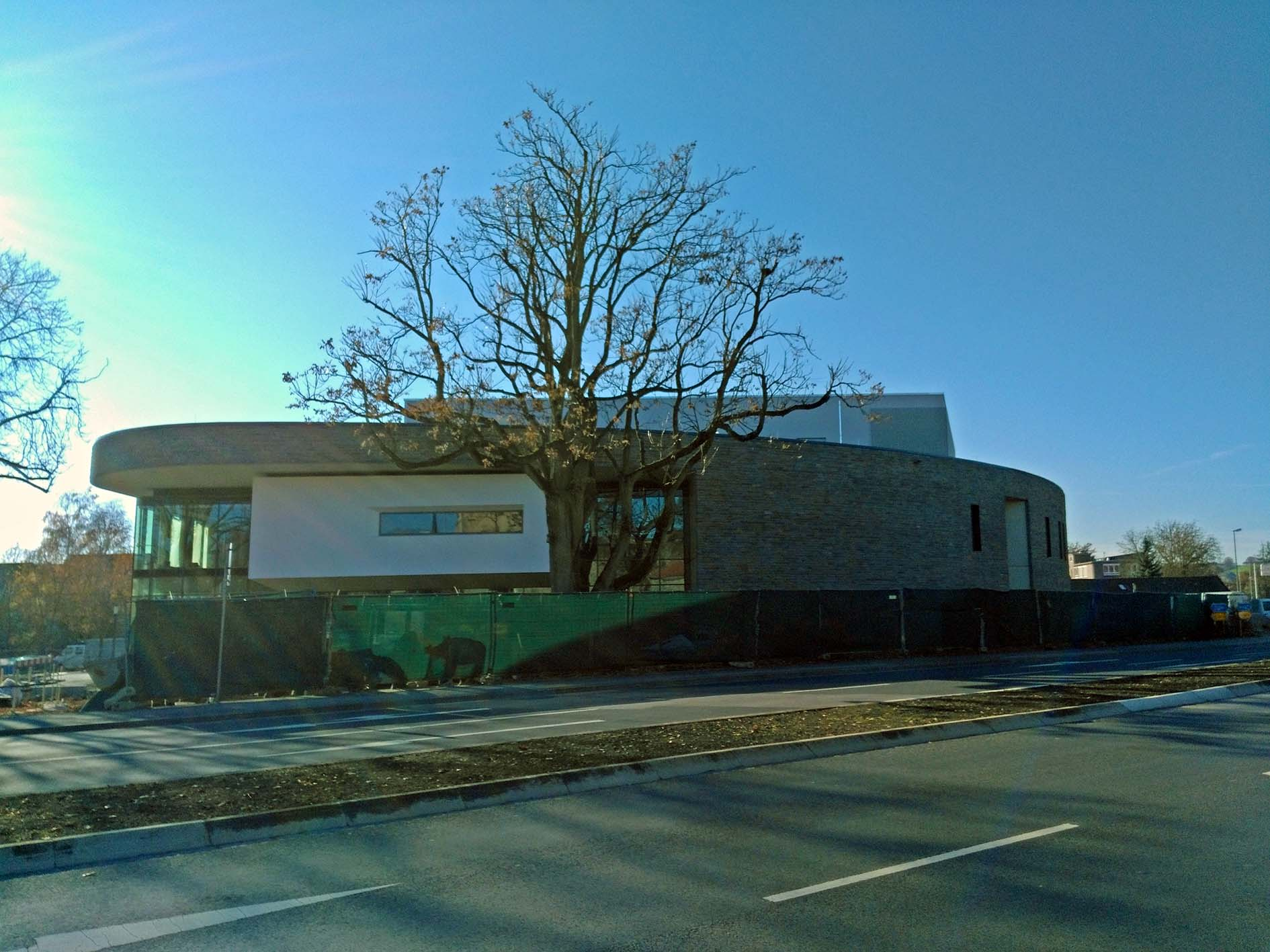
Neubau der Stadthalle 2016
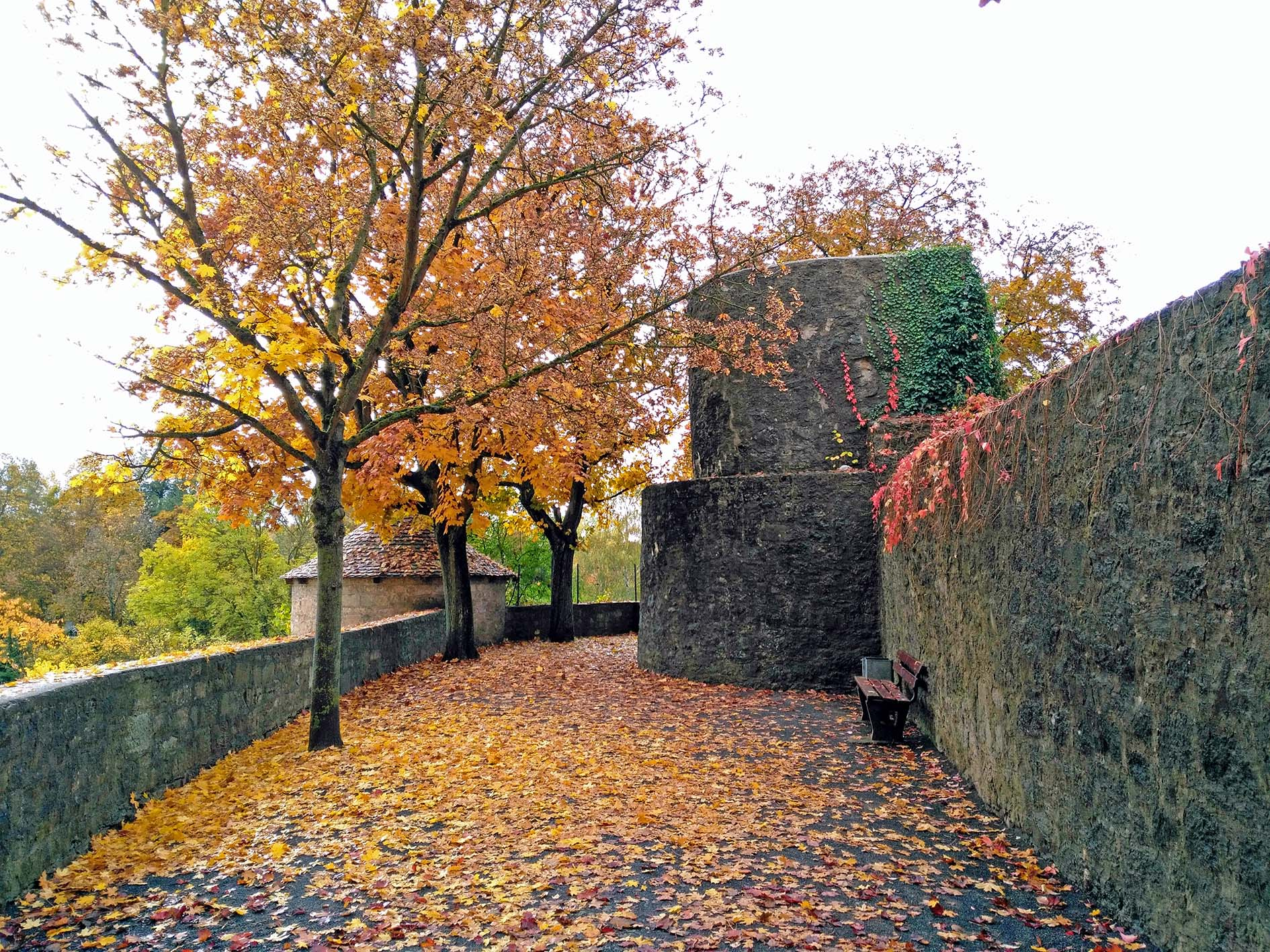
Stadtmauer
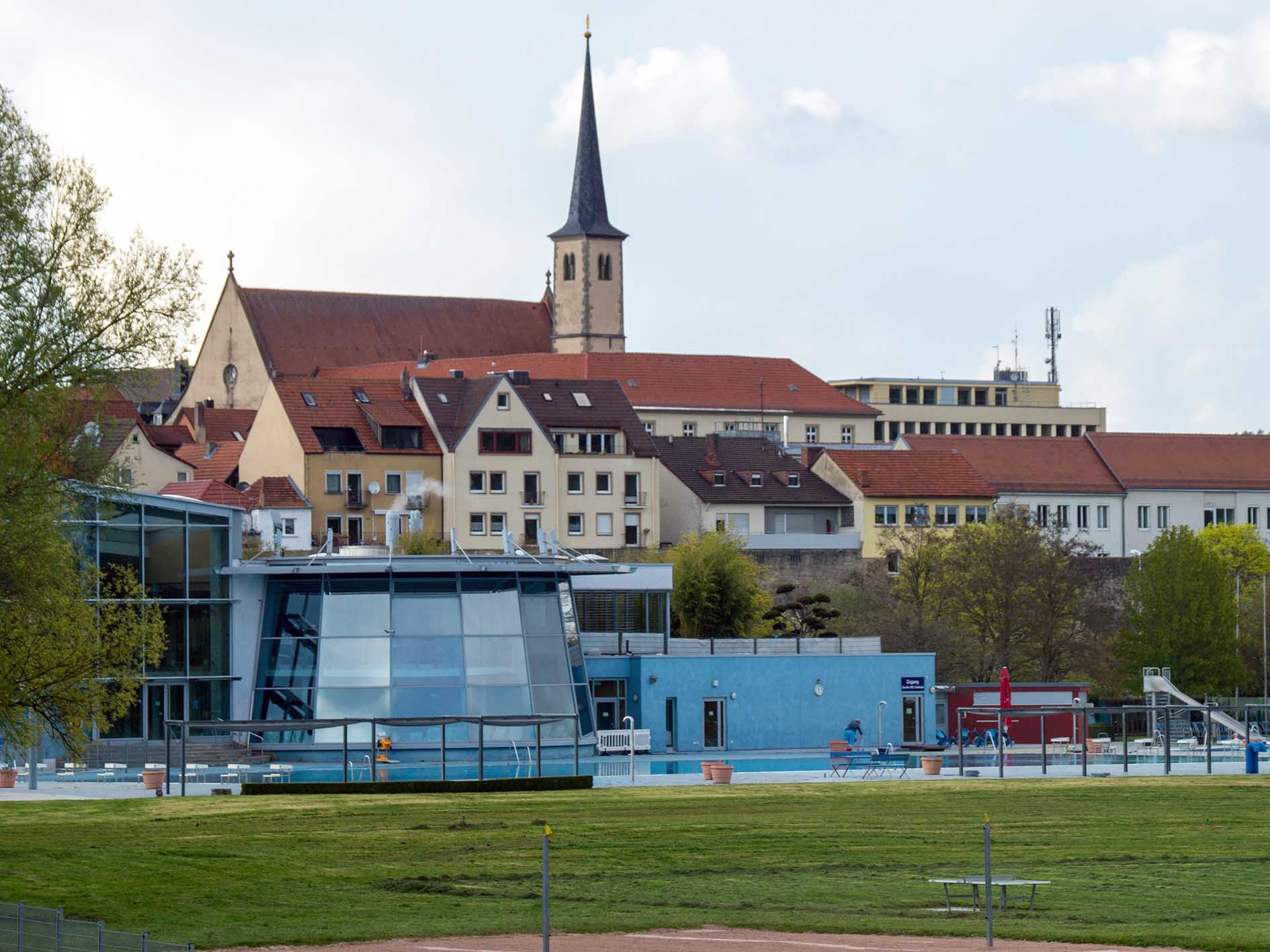
Triamarebad
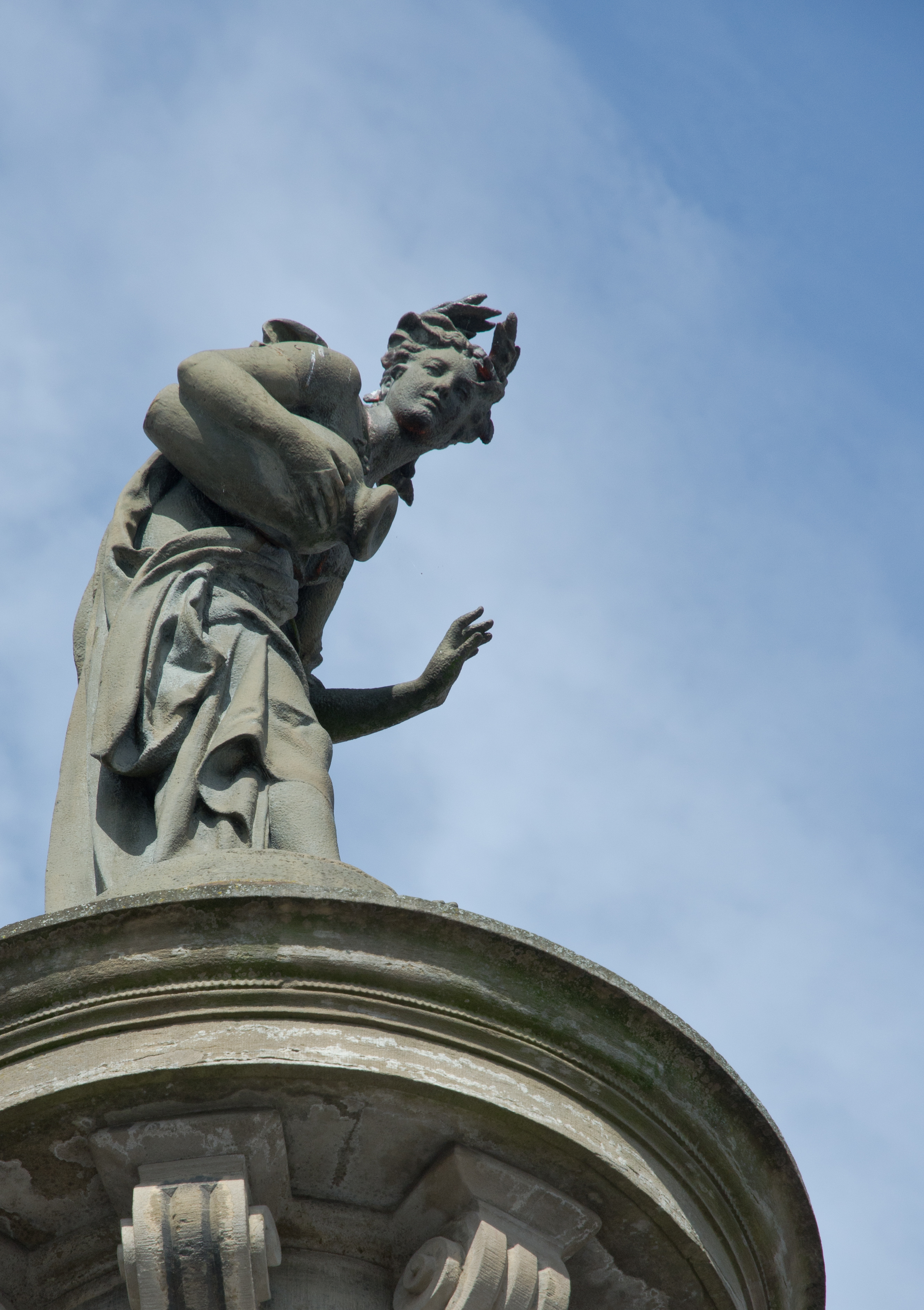
Die Marktbärbel
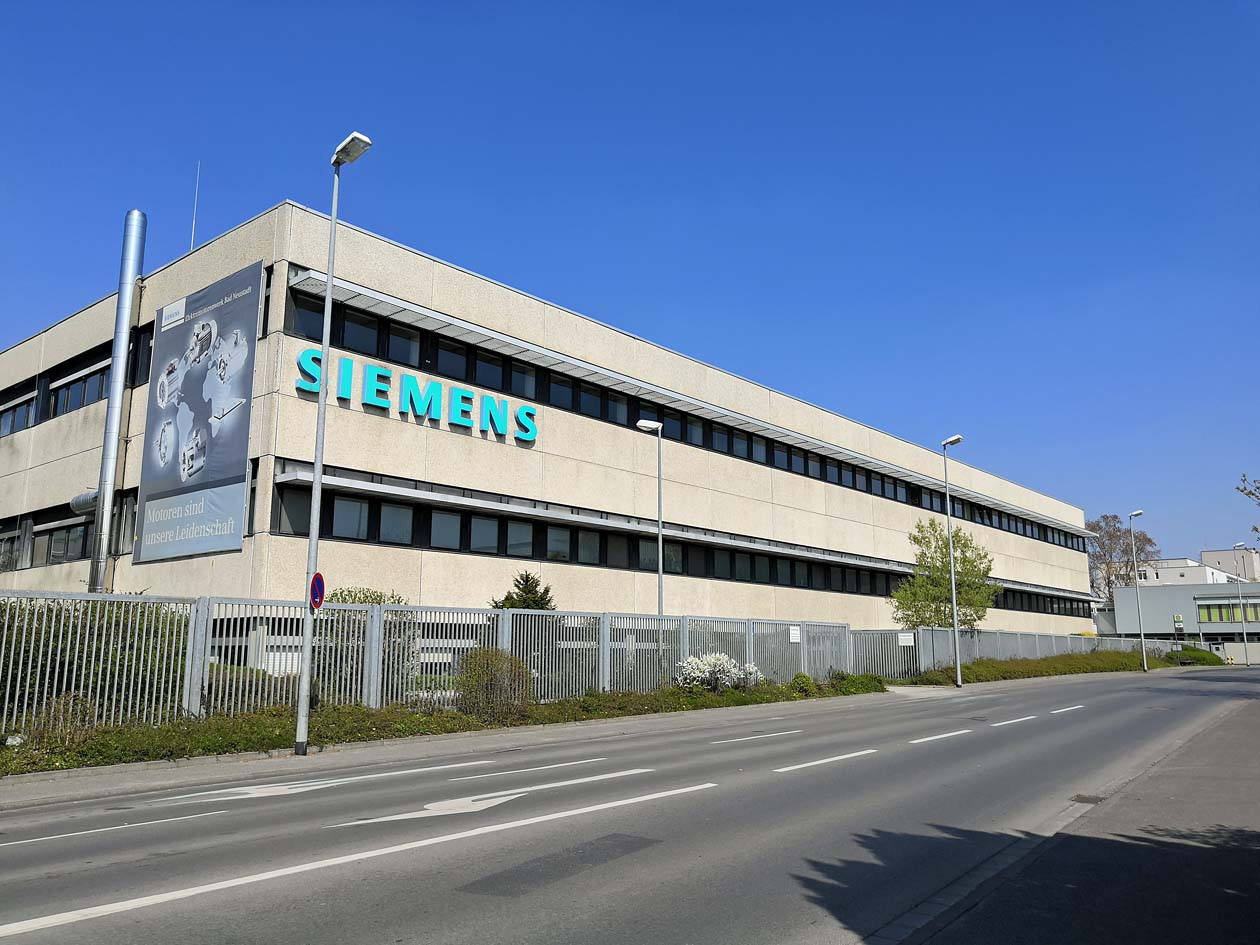
Siemenswerk/Innenstadt
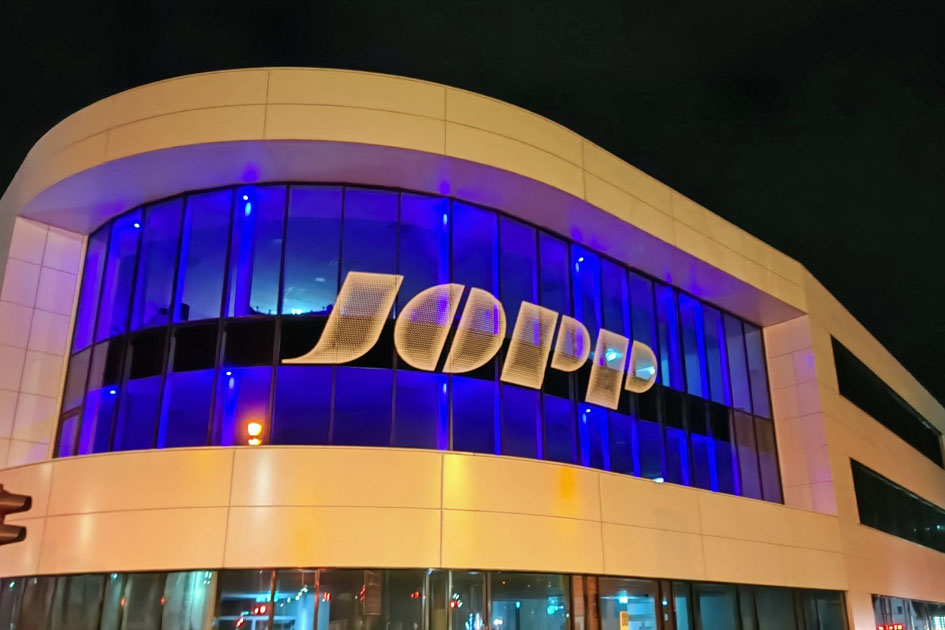
Jopp Campus (Entwicklungszentrum)
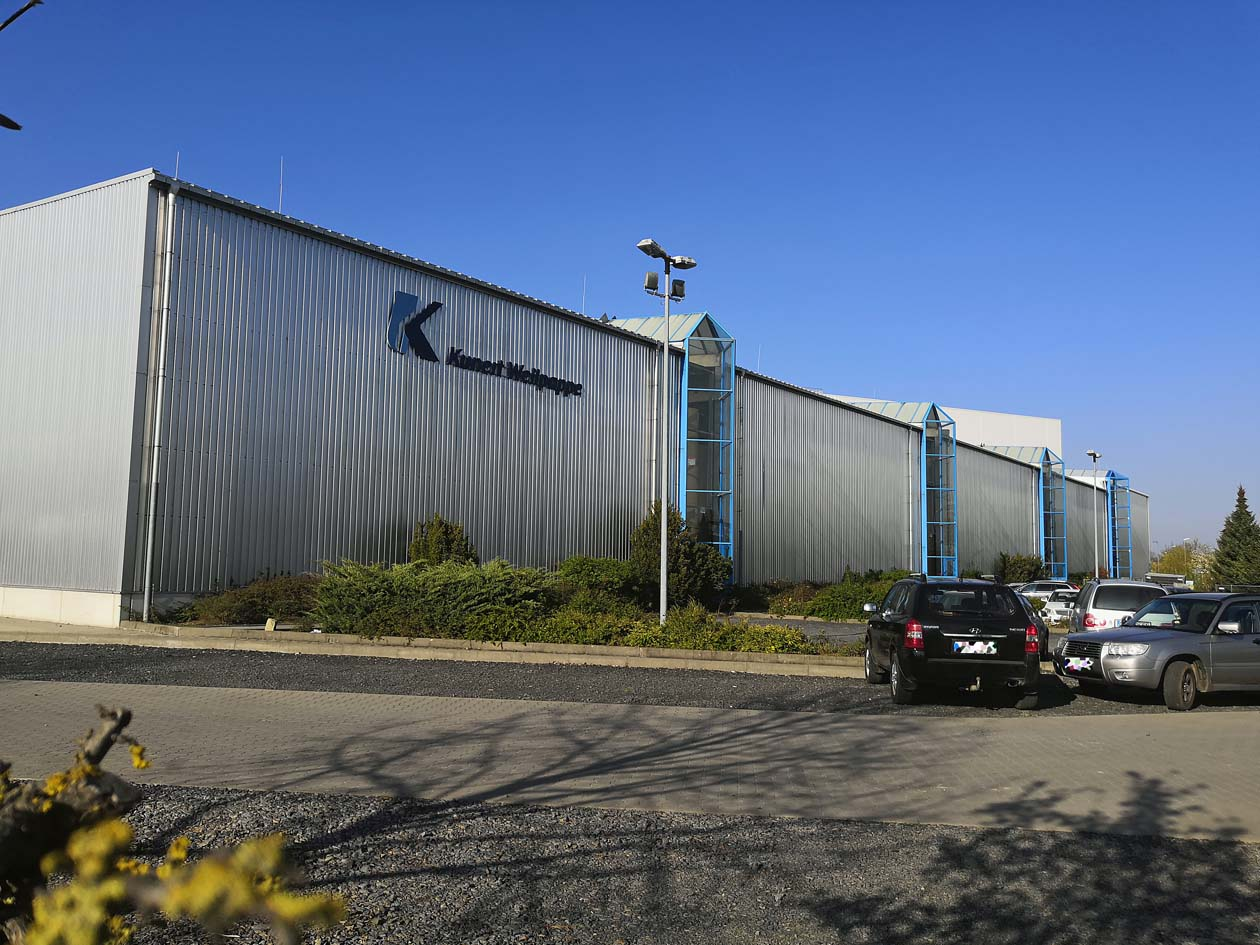
Kunert Wellpappe
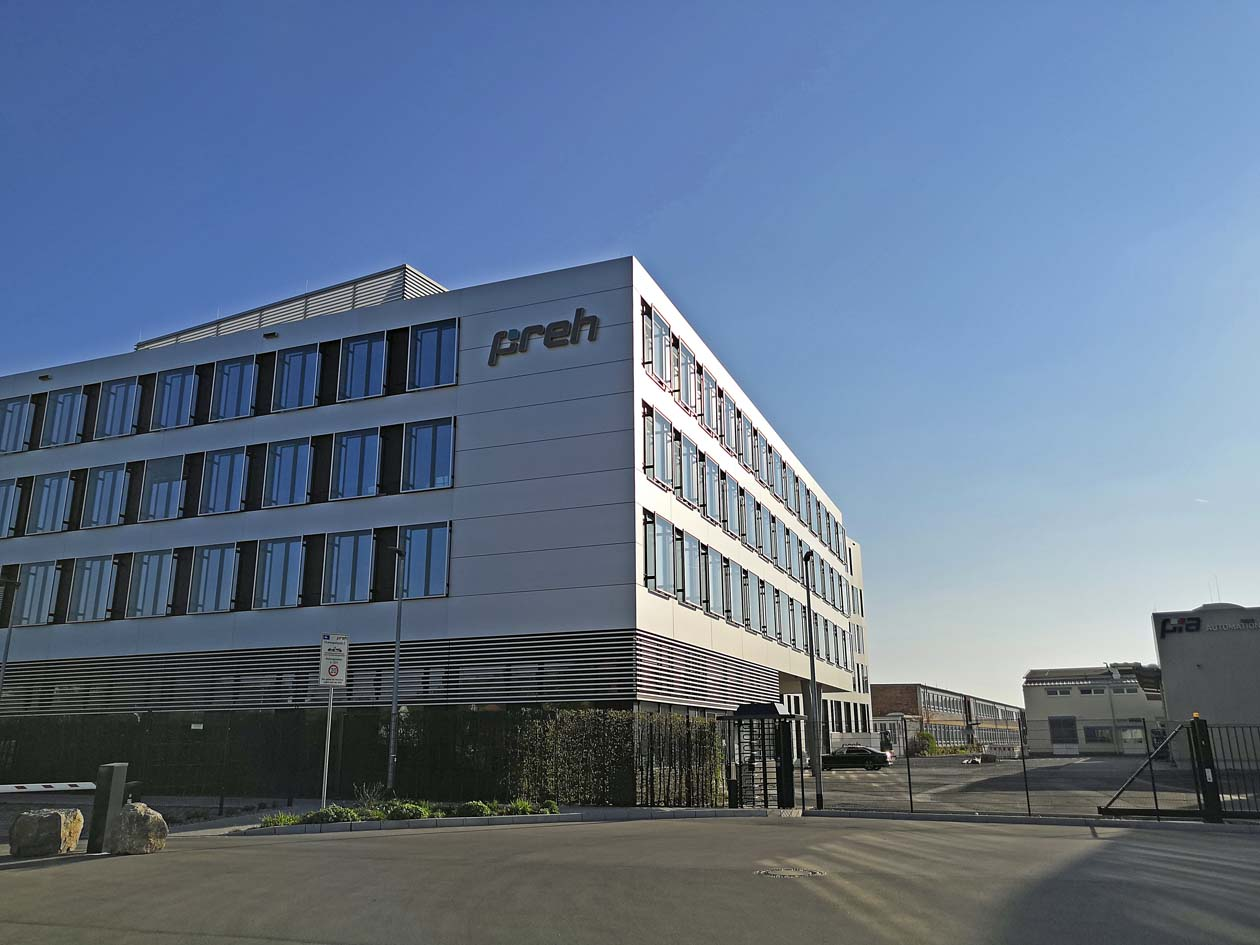
Preh